# الطواف العالمي لكرة المضرب النسائية برعاية الاتحاد الدولي لكرة المضرب – 2024 (يناير–مارس)
أقيم الطواف العالمي لكرة المضرب النسائية لسنة 2024 برعاية الاتحاد الدولي لكرة المضرب ويندرج ضمن الرتبة الثانية لمنافسات المحترفات في كرة المضرب. يحتل مرتبة أدنى من جولة رابطة محترفات كرة المضرب (WTA). تشمل جولة الاتحاد الدولي لكرة المضرب للسيدات بطولات في ست فئات مع جوائز مالية تتراوح من 15،000 دولار إلى 100،000 دولار.

## المواسم
| مواسم الطواف العالمي لكرة المضرب النسائية برعاية الاتحاد الدولي لكرة المضرب | مواسم الطواف العالمي لكرة المضرب النسائية برعاية الاتحاد الدولي لكرة المضرب | مواسم الطواف العالمي لكرة المضرب النسائية برعاية الاتحاد الدولي لكرة المضرب | مواسم الطواف العالمي لكرة المضرب النسائية برعاية الاتحاد الدولي لكرة المضرب | مواسم الطواف العالمي لكرة المضرب النسائية برعاية الاتحاد الدولي لكرة المضرب | مواسم الطواف العالمي لكرة المضرب النسائية برعاية الاتحاد الدولي لكرة المضرب | مواسم الطواف العالمي لكرة المضرب النسائية برعاية الاتحاد الدولي لكرة المضرب | مواسم الطواف العالمي لكرة المضرب النسائية برعاية الاتحاد الدولي لكرة المضرب | مواسم الطواف العالمي لكرة المضرب النسائية برعاية الاتحاد الدولي لكرة المضرب | مواسم الطواف العالمي لكرة المضرب النسائية برعاية الاتحاد الدولي لكرة المضرب |
| تسعينيات القرن العشرين                                                      | تسعينيات القرن العشرين                                                      | تسعينيات القرن العشرين                                                      | تسعينيات القرن العشرين                                                      | تسعينيات القرن العشرين                                                      | تسعينيات القرن العشرين                                                      | تسعينيات القرن العشرين                                                      | تسعينيات القرن العشرين                                                      | تسعينيات القرن العشرين                                                      | تسعينيات القرن العشرين                                                      |
| --------------------------------------------------------------------------- | --------------------------------------------------------------------------- | --------------------------------------------------------------------------- | --------------------------------------------------------------------------- | --------------------------------------------------------------------------- | --------------------------------------------------------------------------- | --------------------------------------------------------------------------- | --------------------------------------------------------------------------- | --------------------------------------------------------------------------- | --------------------------------------------------------------------------- |
| 1994                                                                        | 1995                                                                        | 1995                                                                        | 1996                                                                        | 1997                                                                        | 1998                                                                        | 1999                                                                        |                                                                             |                                                                             |                                                                             |
| العقد الأول من القرن 21                                                     |                                                                             |                                                                             |                                                                             |                                                                             |                                                                             |                                                                             |                                                                             |                                                                             |                                                                             |
| 2000                                                                        | 2001                                                                        | 2002                                                                        | 2003                                                                        | 2004                                                                        | 2005                                                                        | 2006                                                                        | 2007                                                                        | 2008 الربع الأول · الربع الثاني · الربع الثالث                              | 2009                                                                        |
| العقد الثاني من القرن 21                                                    |                                                                             |                                                                             |                                                                             |                                                                             |                                                                             |                                                                             |                                                                             |                                                                             |                                                                             |
| 2010 الربع الأول · الربع الثاني · الربع الثالث · الربع الرابع               | 2011 الربع الأول · الربع الثاني · الربع الثالث · الربع الرابع               | 2012 الربع الأول · الربع الثاني · الربع الثالث · الربع الرابع               | 2013 الربع الأول · الربع الثاني · الربع الثالث · الربع الرابع               | 2014 الربع الأول · الربع الثاني · الربع الثالث · الربع الرابع               | 2015 الربع الأول · الربع الثاني · الربع الثالث · الربع الرابع               | 2016 الربع الأول · الربع الثاني · الربع الثالث · الربع الرابع               | 2017 الربع الأول · الربع الثاني · الربع الثالث · الربع الرابع               | 2018 الربع الأول · الربع الثاني · الربع الثالث · الربع الرابع               | 2019 الربع الأول · الربع الثاني · الربع الثالث · الربع الرابع               |
| العقد الثالث من القرن 21                                                    |                                                                             |                                                                             |                                                                             |                                                                             |                                                                             |                                                                             |                                                                             |                                                                             |                                                                             |
| 2020 الربع الأول · الربع الثاني · الربع الثالث · الربع الرابع               | 2021 الربع الأول · الربع الثاني · الربع الثالث · الربع الرابع               | 2022 الربع الأول · الربع الثاني · الربع الثالث · الربع الرابع               | 2023 الربع الأول · الربع الثاني · الربع الثالث · الربع الرابع               | 2024 الربع الأول · الربع الثاني · الربع الثالث · الربع الرابع               | 2025 الربع الأول · الربع الثاني · الربع الثالث · الربع الرابع               |                                                                             |                                                                             |                                                                             |                                                                             |

## المفتاح
| الفئة                  |
| ---------------------- |
| بطولات W100 ($100,000) |
| بطولات W75 ($60,000)   |
| بطولات W50 ($40,000)   |
| بطولات W25 ($25,000)   |
| بطولات W15 ($15,000)   |

## شهر

### يناير
| الأسبوع  | البطولة                                                                                         | الفائزات                                                      | الوصيفات                            | المتأهلات لنصف النهائي                   | المتأهلات لربع النهائي                                                                 |
| -------- | ----------------------------------------------------------------------------------------------- | ------------------------------------------------------------- | ----------------------------------- | ---------------------------------------- | -------------------------------------------------------------------------------------- |
| 1 يناير  | نونثابوري، تايلاند صلب W50 قرعة الفردي والزوجي                                                  | أنتونيا روزيتش 6–1، 6–3                                       | سارة سايتو                          | باتشارين شيابشانديج إينا شيبهارا         | بونين كوفابيتوكتيد ساياكا إيشي كاثرين هاريسون أناستاسيا كوليكوفا                       |
| 1 يناير  | نونثابوري، تايلاند صلب W50 قرعة الفردي والزوجي                                                  | جيبيك كولامباييفا سافو ساكيلاريدي Walkover                    | لانلانا تارارودي تساو تشيا-يي       | باتشارين شيابشانديج إينا شيبهارا         | بونين كوفابيتوكتيد ساياكا إيشي كاثرين هاريسون أناستاسيا كوليكوفا                       |
| 1 يناير  | Arcadia Women's Pro Open أركاديا، الولايات المتحدة صلب W35 قرعة الفردي والزوجي                  | فيونا كراولي 4–6، 6–2، 7–5                                    | آشلي لاهي                           | تيان فانغران أوليفيا لينسر               | هانا تشانغ صوفي تشانغ فيكتوريا هو ليف هوفدي                                            |
| 1 يناير  | Arcadia Women's Pro Open أركاديا، الولايات المتحدة صلب W35 قرعة الفردي والزوجي                  | أنجيلا كوليكوف آشلي لاهي 6–3، 6–2                             | هيلي جيافارا براندي ووكر            | تيان فانغران أوليفيا لينسر               | هانا تشانغ صوفي تشانغ فيكتوريا هو ليف هوفدي                                            |
| 1 يناير  | المنستير، تونس صلب W15 قرعة الفردي والزوجي                                                      | أميلي شمجيكوفا 6–2، 6–3                                       | تيسا بروكمان                        | ملاك العلامي ماولينا روفينسكا            | ياسمين منصوري · ميلانا جابرايلوفا · شتيفانيا بوجيكا · أليسا ريجور                      |
| 1 يناير  | المنستير، تونس صلب W15 قرعة الفردي والزوجي                                                      | أنري ناغاتا رينون أوكوواكي 6–2، 7–6(7–5)                      | تيلويث دي جيرولامي ياسمين منصوري    | ملاك العلامي ماولينا روفينسكا            | ياسمين منصوري · ميلانا جابرايلوفا · شتيفانيا بوجيكا · أليسا ريجور                      |
| 8 يناير  | نونتابوري، تايلاند صلب W50 ٍسحوبات الفردي والزوجي                                                | مانانشايا ساوانغكايو 1–6، 6–2، 2–6                            | أنطونيا روجيتش                      | ساياكا إشيي سارا سايتو                   | دليلا ياكوبوفيتش ميساكي ماتسودا كاتي سوان كاثرين هاريسون                               |
| 8 يناير  | نونتابوري، تايلاند صلب W50 ٍسحوبات الفردي والزوجي                                                | آنا سيسكوفا · كسينيا زايتسيفا · 5–7، 6–7(3–7)                 | مايا شويالينسكا يوكي نايتو          | ساياكا إشيي سارا سايتو                   | دليلا ياكوبوفيتش ميساكي ماتسودا كاتي سوان كاثرين هاريسون                               |
| 8 يناير  | أنطاليا، تركيا ترابي W35 ٍسحوبات الفردي والزوجي                                                  | كريستينا دينو 3–6، 0–1 انسحاب                                 | أنستاسيا سوبوليفا                   | ماريا سارا بوبا إلينكا أمريييه           | أماريسا كيارا توث آيلا أكسو إيزابيلا شنيكوفا يلينا إن ألبون                            |
| 8 يناير  | أنطاليا، تركيا ترابي W35 ٍسحوبات الفردي والزوجي                                                  | كريستينا دينو نيكا راديشيتش 2–6، 6–3، [11–13]                 | أمينة أنشبا · فاليريا ستراخوفا      | ماريا سارا بوبا إلينكا أمريييه           | أماريسا كيارا توث آيلا أكسو إيزابيلا شنيكوفا يلينا إن ألبون                            |
| 8 يناير  | GB Pro-Series لوفبارا لوفبرا، المملكة المتحدة صلب (i) W35 ٍسحوبات الفردي والزوجي                 | سوناي كارتال 4–6، 1–6                                         | مانون ليونارد                       | راناه ستويبر ناستازيا شونك               | باربورا باليكوفا فالنتينا رايزر لورا هييتارانتا ليف هوفدي                              |
| 8 يناير  | GB Pro-Series لوفبارا لوفبرا، المملكة المتحدة صلب (i) W35 ٍسحوبات الفردي والزوجي                 | ليف هوفدي إيلا ماكدونالد 4–6، 2–6، [7–10]                     | إليسيا بارنيت سارة بيث غري          | راناه ستويبر ناستازيا شونك               | باربورا باليكوفا فالنتينا رايزر لورا هييتارانتا ليف هوفدي                              |
| 8 يناير  | Naples Women's World Tennis Tour نابولي، الولايات المتحدة ترابي W35 ٍسحوبات الفردي والزوجي       | كليرفي نغونووي 1–6، 1–6                                       | آلي كيك                             | لويزا تشيريكو أنجيلا أوكوتوي             | إيكاترين جورجودزي فارفارا ليبتشينكو لاين سليث ماري بينوا                               |
| 8 يناير  | Naples Women's World Tennis Tour نابولي، الولايات المتحدة ترابي W35 ٍسحوبات الفردي والزوجي       | ماري بينوا ليوني كونغ 7–6(6–8)، 2–6، [8–10]                   | مايوكا أيكاوا هسو تشيه يو           | لويزا تشيريكو أنجيلا أوكوتوي             | إيكاترين جورجودزي فارفارا ليبتشينكو لاين سليث ماري بينوا                               |
| 8 يناير  | فور دو فرانس، مارتينيك، فرنسا صلب W15 ٍسحوبات الفردي والزوجي                                     | جيني ليم 6–4، 2–6، 2–6                                        | أنطونيا شميت                        | ياسمين قباج أستريد ليو يان فون           | جايدا دانيال بولين باييت فيكي فان دي بير بريانا سابو                                   |
| 8 يناير  | فور دو فرانس، مارتينيك، فرنسا صلب W15 ٍسحوبات الفردي والزوجي                                     | لورا بونر أنجلينا ويرجز 6–3، 0–6، [8–10]                      | آشتون باورز بريانا سابو             | ياسمين قباج أستريد ليو يان فون           | جايدا دانيال بولين باييت فيكي فان دي بير بريانا سابو                                   |
| 8 يناير  | إيش سوغ ألزيت، لوكسمبورغ صلب (i) W15 ٍسحوبات الفردي والزوجي                                      | فيرونيكا بودريز 4–6، 3–6                                      | كارولينا كول                        | تيلويث دي جيرولامي تمارا كوستيك          | نينا بوتوشنيك أميليا واليغورا ميريل هودت أنيتا كوتشموفا                                |
| 8 يناير  | إيش سوغ ألزيت، لوكسمبورغ صلب (i) W15 ٍسحوبات الفردي والزوجي                                      | تايسيا مورديرجر يانا مورديرجر 2–6، 3–6                        | جوزي دايمس أناستاسيا فيرمان         | تيلويث دي جيرولامي تمارا كوستيك          | نينا بوتوشنيك أميليا واليغورا ميريل هودت أنيتا كوتشموفا                                |
| 8 يناير  | المنستير، تونس صلب W15 ٍسحوبات الفردي والزوجي                                                    | نينا فارغوفا 1–6، 1–6                                         | ميلانا زابرائيلوفا                  | تيسا بروكمان نانا كاواجيسي               | ياسمين منصوري يوان تشينجيي ناغي هاناتاني أنجيليكا راجي                                 |
| 8 يناير  | المنستير، تونس صلب W15 ٍسحوبات الفردي والزوجي                                                    | ياسمين منصوري نينا رادوفانوفيتش 4–6، 2–6                      | نينا فارغوفا رادكا زيلنيتشكوفا      | تيسا بروكمان نانا كاواجيسي               | ياسمين منصوري يوان تشينجيي ناغي هاناتاني أنجيليكا راجي                                 |
| 15 يناير | بنغالور، الهند صلب W50 الفردي والزوجي سحوبات                                                    | داريا سيمينيستاجا 1–6، 0–3 انسحاب.                            | كارول مونيت                         | ناهو ساتو روتوجا بسالي                   | بولينا كوديرميتوفا · ماي ياماغوتشي · مويكو أوتشجيما · كلوي باكيوت                      |
| 15 يناير | بنغالور، الهند صلب W50 الفردي والزوجي سحوبات                                                    | كاميللا روزاتييلو داريا سيمينيستاجا 6–3، 2–6، [8–10]          | لي يو-يون إري شيميزو                | ناهو ساتو روتوجا بسالي                   | بولينا كوديرميتوفا · ماي ياماغوتشي · مويكو أوتشجيما · كلوي باكيوت                      |
| 15 يناير | أنطاليا، تركيا ترابية W50 الفردي والزوجي سحوبات                                                 | غيومار مارستاني 6–4، 1–6                                      | بولونا هيركوج                       | إلينكا أماريا إيلا نالا ميليتش           | فاليريا ستراخوفا أنجيلا فيتا بولودا أندريا لازارو غارسيا شيهو أكيتا                    |
| 15 يناير | أنطاليا، تركيا ترابية W50 الفردي والزوجي سحوبات                                                 | أناستاسيا غوريفا · ألكساندرا شوبلادزه · 2–6، 3–6              | أنجيلا فيتا بولودا دانيلجا فيسماني  | إلينكا أماريا إيلا نالا ميليتش           | فاليريا ستراخوفا أنجيلا فيتا بولودا أندريا لازارو غارسيا شيهو أكيتا                    |
| 15 يناير | بوينس آيرس، الأرجنتين ترابية W35 الفردي والزوجي سحوبات                                          | ماريا سارا بوبا 2–6، 0–6                                      | يلينا إن-ألبون                      | سارا كاكارفيتش نيكول فوسا هيرغو          | دانييلا سيغيل · آنا صوفيا سانشيز · جولييتا لارا إستابل · داريا لوديكوفا                |
| 15 يناير | بوينس آيرس، الأرجنتين ترابية W35 الفردي والزوجي سحوبات                                          | نيكول فوسا هيرغو ميرانا تونا 5–7، 3–6                         | ميلاني كريوج نواليا زيبالوس         | سارا كاكارفيتش نيكول فوسا هيرغو          | دانييلا سيغيل · آنا صوفيا سانشيز · جولييتا لارا إستابل · داريا لوديكوفا                |
| 15 يناير | بيتي-بور، غوادلوب، فرنسا صلب W35 الفردي والزوجي سحوبات                                          | فاني أوستلون 4–6، 4–6، 3–6                                    | ماريا ماتيس                         | إيما لين أشتون باورز                     | أستريد لو يان فون إيزابيل بوليه جاكلين كاباج أواد سارة إلييف                           |
| 15 يناير | بيتي-بور، غوادلوب، فرنسا صلب W35 الفردي والزوجي سحوبات                                          | جيني دورست فاني أوستلون 2–6، 5–7                              | سينا هيرمان أنتونيا شميدت           | إيما لين أشتون باورز                     | أستريد لو يان فون إيزابيل بوليه جاكلين كاباج أواد سارة إلييف                           |
| 15 يناير | المنستير، تونس صلب W35 الفردي والزوجي سحوبات                                                    | لوسيجا تشرش بغريتش 5–7، 2–6                                   | بولينا ياتسينكو                     | لارا سالدن · ميلانا زابريلوا             | كارلوتا مارتينيز سيريز دليلة سبيتيري رادكا زيلنيكوفا إيرينا بريللو إسكوريكيلا          |
| 15 يناير | المنستير، تونس صلب W35 الفردي والزوجي سحوبات                                                    | إيما كوفاسيفيتش لارا سالدن 3–6، 1–6، [8–10]                   | أوانا جافريلا ياسمين منصوري         | لارا سالدن · ميلانا زابريلوا             | كارلوتا مارتينيز سيريز دليلة سبيتيري رادكا زيلنيكوفا إيرينا بريللو إسكوريكيلا          |
| 15 يناير | GB Pro-Series Sunderland سندرلاند، المملكة المتحدة صلب (i) W35 الفردي والزوجي سحوبات            | فالنتينا رايزر 3–6، 6–7(6–8)                                  | نيكولا بارتونكوفا                   | ماريام بولكفادزي لويس بوايسون            | كاثينكا فون ديكمان سارة بيث غري ليف هوفدي أورزولا رادفانسكا                            |
| 15 يناير | GB Pro-Series Sunderland سندرلاند، المملكة المتحدة صلب (i) W35 الفردي والزوجي سحوبات            | لورا هيتارانتا إيلا ماكدونالد 6–4، 6–1                        | جولي بيلغريفير كاتارينا سترشناكوفا  | ماريام بولكفادزي لويس بوايسون            | كاثينكا فون ديكمان سارة بيث غري ليف هوفدي أورزولا رادفانسكا                            |
| 15 يناير | جولة نابلس العالمية لتنس السيدات نابلس، الولايات المتحدة أرضية ترابية W35 سحوبات الفردي والزوجي | ماري بينوا 6–4، 1–6، 6–4                                      | ليوني كونغ                          | روبن مونتغمري جيسيكا بيري                | لويزا تشيريكو فيفيان وولف ماديسون سيغ غابرييلا لي                                      |
| 15 يناير | جولة نابلس العالمية لتنس السيدات نابلس، الولايات المتحدة أرضية ترابية W35 سحوبات الفردي والزوجي | إلفينا كالييفا · ماريا كوزيريفا · 6–0، 6–0                    | إيزابيل هافيرلاج ليا كاراتانتشيفا   | روبن مونتغمري جيسيكا بيري                | لويزا تشيريكو فيفيان وولف ماديسون سيغ غابرييلا لي                                      |
| 22 يناير | بورتو للسيدات داخل الصالات ITF بورتو، البرتغال صلب (داخلي) W75+H فردي – زوجي                    | جيسيكا بوزاس مانيرو 6–3، 0–6، 4–6                             | مايا خوالينسكا                      | إلسا جاكيموت سينجا كراوس                 | مارينا باسولس رييرا كاثينكا فون ديكمان روبن أندرسون فيرونيكا إرجيش                     |
| 22 يناير | بورتو للسيدات داخل الصالات ITF بورتو، البرتغال صلب (داخلي) W75+H فردي – زوجي                    | سارة بيث غري أوليفيا نيكولز 4–6، 3–6، [10–6]                  | فرانسيسكا خورخي ماتيلدا خورخي       | إلسا جاكيموت سينجا كراوس                 | مارينا باسولس رييرا كاثينكا فون ديكمان روبن أندرسون فيرونيكا إرجيش                     |
| 22 يناير | بطولة فيرو بيتش الدولية للتنس فيرو بيتش، الولايات المتحدة ترابي W75+H فردي – زوجي               | ماريا لورديس كارلي 6–4، 7–6(4–7)                              | غابرييلا لي                         | هيلي بابتيست · ماريا كوزيريفا            | ريناتا زارازوا يوليا ستارودوبتسيفا تاتيانا بييري كليفري نغونو                          |
| 22 يناير | بطولة فيرو بيتش الدولية للتنس فيرو بيتش، الولايات المتحدة ترابي W75+H فردي – زوجي               | ألورا زاماريبا ماريبيلا زاماريبا 3–6، 6–3، [10–4]             | هيلي بابتيست ويتني أوسويجوي         | هيلي بابتيست · ماريا كوزيريفا            | ريناتا زارازوا يوليا ستارودوبتسيفا تاتيانا بييري كليفري نغونو                          |
| 22 يناير | بونه، الهند صلب W50 قرعة الفردي والزوجي                                                         | مويوكا أوشيجيما 4–6، 0–6                                      | تينا نادين سميث                     | داريا سمنجاستا دليلا ياكوبوفيتش          | أليكس إيلا · أنوك كويفورمانز · أنكا تودوني · أناستاسيا تيخونوفا                        |
| 22 يناير | بونه، الهند صلب W50 قرعة الفردي والزوجي                                                         | أليكس إيلا داريا سمنجاستا 7–6(8–10)، 3–6                      | نايكثا بينز فاني ستولار             | داريا سمنجاستا دليلا ياكوبوفيتش          | أليكس إيلا · أنوك كويفورمانز · أنكا تودوني · أناستاسيا تيخونوفا                        |
| 22 يناير | بوينس آيرس، الأرجنتين ترابي W35 قرعة الفردي والزوجي                                             | سولانا سيريا 6–1، 4–6                                         | أليس رامي                           | آنا صوفيا سانشيز يلينا إن-ألبون          | دانييلا سيغيل جازمين أورتيزي كارولينا ألفيس غابرييلا سي                                |
| 22 يناير | بوينس آيرس، الأرجنتين ترابي W35 قرعة الفردي والزوجي                                             | جيمي لوب آنا صوفيا سانشيز 7–5، 7–6(2–7)                       | رومينا كون · داريا لوديكوفا         | آنا صوفيا سانشيز يلينا إن-ألبون          | دانييلا سيغيل جازمين أورتيزي كارولينا ألفيس غابرييلا سي                                |
| 22 يناير | لو غوسييه، غوادلوب، فرنسا صلب W35 قرعة الفردي والزوجي                                           | تاميرا باسيك 6–4، 5–7                                         | كلارا فلاسيلار                      | ماريا ماتيس كاترينا كوزاروف              | كادنس بريس لي يا هسين إيما لين سينا هيرمان                                             |
| 22 يناير | لو غوسييه، غوادلوب، فرنسا صلب W35 قرعة الفردي والزوجي                                           | جايدا دانييل هايلي جيافارا 6–2، 7–6(7–0)                      | إيميلين دارتون إيما لين             | ماريا ماتيس كاترينا كوزاروف              | كادنس بريس لي يا هسين إيما لين سينا هيرمان                                             |
| 22 يناير | المنستير، تونس صلب W35 فردي وزوجي القرعة                                                        | كارسون برانستاين 6–2، 6–2                                     | فيكتوريا خيمينيز كاسينتسيفا         | لوسيا تشيرتش باجاريتش ليري روميرو غورماز | نوريا برانكاشيو · إيريني بورييو إسكوريهويلا · أناستاسيا جاسانوفا · ريبيكا مونك مورتنسن |
| 22 يناير | المنستير، تونس صلب W35 فردي وزوجي القرعة                                                        | كاتارينا كوزموفا نينا فارجوفا 6–4، 6–3                        | مادلين بروكس كاتي دان               | لوسيا تشيرتش باجاريتش ليري روميرو غورماز | نوريا برانكاشيو · إيريني بورييو إسكوريهويلا · أناستاسيا جاسانوفا · ريبيكا مونك مورتنسن |
| 22 يناير | أنطاليا، تركيا ترابي W15 فردي وزوجي القرعة                                                      | أندريا لازارو غارسيا 4–6، 6–3، 6–1                            | أندريا بريساكاريو                   | بيا لوفتش سيباستيان سكيلبوتي             | إيلا نالا ميليتش دينيسلافا غلوشكوفا كلاوديا بوبليتي ماريا خوسيه بورتيو راميريز         |
| 22 يناير | أنطاليا، تركيا ترابي W15 فردي وزوجي القرعة                                                      | سيباستيان سكيلبوتي سيلين سيمونيو 6–3، 6–2                     | ليندا شيفتشيكوفا دوغا توركمان       | بيا لوفتش سيباستيان سكيلبوتي             | إيلا نالا ميليتش دينيسلافا غلوشكوفا كلاوديا بوبليتي ماريا خوسيه بورتيو راميريز         |
| 29 يناير | بطولة بيرني الدولية بيرني، أستراليا صلب W75 فردي – زوجي                                         | بريسلا هون 6–3، 6–0                                           | سارا سايتو                          | آوي إيتو إينا شيبهارا                    | ساكورا هوسوجي يوكي نايتو مايا جوينت مانانشايا ساوانجكاو                                |
| 29 يناير | بطولة بيرني الدولية بيرني، أستراليا صلب W75 فردي – زوجي                                         | بيج هوريجان إيرين روتليف 7–6(7–5)، 6–4                        | كيوكا أوكامورا أيانو شيميزو         | آوي إيتو إينا شيبهارا                    | ساكورا هوسوجي يوكي نايتو مايا جوينت مانانشايا ساوانجكاو                                |
| 29 يناير | أوبن أندريزيو بوثيون 42 أندريزيو بوثيون، فرنسا صلب (داخلي) W75 فردي – زوجي                      | ليلي ميازاكي 3–6، 6–4، 6–1                                    | جيسيكا بونشيه                       | أوسيان دودان تيريزا مارتينكوفا           | إلسا جاكيموت إميلي أبلتون أليس توبيلو ريبيكا بيترسون                                   |
| 29 يناير | أوبن أندريزيو بوثيون 42 أندريزيو بوثيون، فرنسا صلب (داخلي) W75 فردي – زوجي                      | أليفتينا إبراهيموفا · إيكاترينا أوفشارينكو · 3–6، 6–3، [10–5] | إميلي أبلتون فريا كريستي            | أوسيان دودان تيريزا مارتينكوفا           | إلسا جاكيموت إميلي أبلتون أليس توبيلو ريبيكا بيترسون                                   |
| 29 يناير | بطولة جورجيا تنس روما المفتوحة روما، الولايات المتحدة صلب (داخلي) W75 فردي – زوجي               | ماكارتني كيسلر 6–4، 6–1                                       | ليف هوفدي                           | روبن أندرسون هيلي بابتيست                | ماريا لوردس كارلي ستايسي فانج روبن مونتجمري فيكتوريا هو                                |
| 29 يناير | بطولة جورجيا تنس روما المفتوحة روما، الولايات المتحدة صلب (داخلي) W75 فردي – زوجي               | أنجيلا كوليكوف جيمي لووب انسحاب                               | هيلي بابتيست ويتني أوسويجوي         | روبن أندرسون هيلي بابتيست                | ماريا لوردس كارلي ستايسي فانج روبن مونتجمري فيكتوريا هو                                |
| 29 يناير | إندور، الهند صلب W50 قرعة الفردي والزوجي                                                        | بولينا كوديرميتوفا · 3–6، 6–2، 6–0                            | دليلا ياكوبوفيتش                    | كارول مونيت أليكس إيالا                  | ساكي إيمامورا ديانا رادانوفيتش أنكا تودوني إيري شيميزو                                 |
| 29 يناير | إندور، الهند صلب W50 قرعة الفردي والزوجي                                                        | جيسي أيين لينا باباداكيس 2–6، 6–0، [10–7]                     | ساكي إيمامورا مانا كاوامورا         | كارول مونيت أليكس إيالا                  | ساكي إيمامورا ديانا رادانوفيتش أنكا تودوني إيري شيميزو                                 |
| 29 يناير | بوورتو ومانز إندور آي تي إف بورتو، البرتغال صلب (i) W50 السحوبات الفردية والزوجية               | ريبيكا سرامكوفا 6–7(4–7)، 7–5، 6–1                            | جيسيكا بوزاس مانيرو                 | أليونا فاليي · فرانسيسكا خورخي           | أنستازيا أباجناتو يانا فيت دومينيكا سالكوفا بولونا هيركوج                              |
| 29 يناير | بوورتو ومانز إندور آي تي إف بورتو، البرتغال صلب (i) W50 السحوبات الفردية والزوجية               | فيرونيكا إرجييفيك دومينيكا سالكوفا 4–6، 7–5، [10–8]           | فرانسيسكا خورخي ماتيلدي خورخي       | أليونا فاليي · فرانسيسكا خورخي           | أنستازيا أباجناتو يانا فيت دومينيكا سالكوفا بولونا هيركوج                              |
| 29 يناير | شرم الشيخ، مصر صلب W35 السحوبات الفردية والزوجية                                                | مريم بولكفازدي 6–0، 6–3                                       | إلينا بريدانكينا                    | كيرا بافلوفا · كودي وونغ                 | أناستاسيا جاسانوفا · غيومار مارستاني · ليري روميرو غورماز · لولا راديفوييفيتش          |
| 29 يناير | شرم الشيخ، مصر صلب W35 السحوبات الفردية والزوجية                                                | داريا خوموتسيانسكايا · إيفيالينا لاسكيفيتش · 6–4، 6–2         | ليندا كليموفيتشوفا إيزابيلا شنيكوفا | كيرا بافلوفا · كودي وونغ                 | أناستاسيا جاسانوفا · غيومار مارستاني · ليري روميرو غورماز · لولا راديفوييفيتش          |
| 29 يناير | المنستير، تونس صلب W15 السحوبات الفردية والزوجية                                                | أرياننا تسوتشيني 7–5، 6–3                                     | لي إيون-هاي                         | ربكا مونك مورتينسين لورا سامسون          | ألكسندرا يورداتشي لارا فايفر هيروكو كواتا هينا إينووي                                  |
| 29 يناير | المنستير، تونس صلب W15 السحوبات الفردية والزوجية                                                | لورا بونير هولي هاتشينسون 6–4، 7–6(7–4)                       | ريكي دي كونيينج مارينتي سيبسم       | ربكا مونك مورتينسين لورا سامسون          | ألكسندرا يورداتشي لارا فايفر هيروكو كواتا هينا إينووي                                  |
| 29 يناير | أنطاليا، تركيا طين W15 السحوبات الفردية والزوجية                                                | أماريسا كييرا توث 4–6، 6–2، 6–2                               | أندريا بريساكاريو                   | أنستازيا زولوتاريفا · روسيتسا دينتشيفا   | دينيسا هيندوفا آنا توراتي ماريا خوسيه بورتيو راميريز مايوكا أيكاوا                     |
| 29 يناير | أنطاليا، تركيا طين W15 السحوبات الفردية والزوجية                                                | مايوكا أيكاوا فونا كوزاكي 7–5، 6–2                            | نيكولا داوبنيروفا أنيكا جاسكوفا     | أنستازيا زولوتاريفا · روسيتسا دينتشيفا   | دينيسا هيندوفا آنا توراتي ماريا خوسيه بورتيو راميريز مايوكا أيكاوا                     |

### فبراير
| الأسبوع   | البطولة                                                                           | الفائزات                                                                            | الوصيفات                                                                            | المتأهلات لنصف النهائي                    | المتأهلات لربع النهائي                                                       |
| --------- | --------------------------------------------------------------------------------- | ----------------------------------------------------------------------------------- | ----------------------------------------------------------------------------------- | ----------------------------------------- | ---------------------------------------------------------------------------- |
| 5 فبراير  | جواناخواتو أوبن إيرابواتو، المكسيك صلب W100 فردي – زوجي                           | ريبيكا مارينو 6–1، 6–2                                                              | جولي نيمير                                                                          | ويتني أوسويجوي ساتشيا فيكري               | ماريا لورديس كارلي · كارول تشاو · مارينا ميلنيكوفا · إيرينا شيمانوفيتش       |
| 5 فبراير  | جواناخواتو أوبن إيرابواتو، المكسيك صلب W100 فردي – زوجي                           | هيلي بابتيست ويتني أوسويجوي 7–5، 6–4                                                | Ann Li ريبيكا مارينو                                                                | ويتني أوسويجوي ساتشيا فيكري               | ماريا لورديس كارلي · كارول تشاو · مارينا ميلنيكوفا · إيرينا شيمانوفيتش       |
| 5 فبراير  | برني إنترناشونال بيرني، أستراليا صلب W75 فردي – زوجي                              | مايا جوينت 1–6، 6–1، 7–5                                                            | آوي إيتو                                                                            | سارة سايتو وي سيجيا                       | بترا هولي كاتي سوان كيلا مكفي هاروكا كاجي                                    |
| 5 فبراير  | برني إنترناشونال بيرني، أستراليا صلب W75 فردي – زوجي                              | تانج كيانوي يو إكسياودي 6–4، 7–5                                                    | ما يكسين ألانا بارنابي                                                              | سارة سايتو وي سيجيا                       | بترا هولي كاتي سوان كيلا مكفي هاروكا كاجي                                    |
| 5 فبراير  | أوبن دي لليزر غرونوبل، فرنسا صلب (i) W75 فردي – زوجي                              | أليونا فالي · 6–1، 4–6، 6–4                                                         | مانون ليونارد                                                                       | إلسا جاكيموت · إكاترينا ماكلاكوفا         | لويز بواصون هارموني تان مايا شوالينسكا مارغو روفروي                          |
| 5 فبراير  | أوبن دي لليزر غرونوبل، فرنسا صلب (i) W75 فردي – زوجي                              | إميلي أبلتون فريا كريستي 3–6، 6–1، [11–9]                                           | سارة بيث غري إيدن سيلفا                                                             | إلسا جاكيموت · إكاترينا ماكلاكوفا         | لويز بواصون هارموني تان مايا شوالينسكا مارغو روفروي                          |
| 5 فبراير  | إيدجباستون، المملكة المتحدة صلبة (i) W50 سحوبات الفردي والزوجي                    | ماجالي كيمبن 6–3، 7–6(8–6)                                                          | باربورا باليكوفا                                                                    | كاتي دان ماريام بولكفادزي                 | فالنتينا رايزر ليا بوشكوفيتش لاير روميرو غورماز أنتونيا روشيتش               |
| 5 فبراير  | إيدجباستون، المملكة المتحدة صلبة (i) W50 سحوبات الفردي والزوجي                    | ماجالي كيمبن لارا سالدن 7–6(8–6)، 6–2                                               | آلي كولينز ليلي ميازاكي                                                             | كاتي دان ماريام بولكفادزي                 | فالنتينا رايزر ليا بوشكوفيتش لاير روميرو غورماز أنتونيا روشيتش               |
| 5 فبراير  | أنطاليا، تركيا ترابية W35 سحوبات الفردي والزوجي                                   | تينا لوكاس 2–6، 6–3، 6–1                                                            | بولونا هيركوج                                                                       | تارا فورت يلينا إن ألبون                  | روسيتسا دينتشيفا لينا جيورشيسكا غيرغانا توبالوفا إيزابيلا شنيكوفا            |
| 5 فبراير  | أنطاليا، تركيا ترابية W35 سحوبات الفردي والزوجي                                   | أنجيلا فيتا بولودا دانييلا فيسماني 6–4، 6–0                                         | كريستينا دينو أوليكساندرا أولينكوفا                                                 | تارا فورت يلينا إن ألبون                  | روسيتسا دينتشيفا لينا جيورشيسكا غيرغانا توبالوفا إيزابيلا شنيكوفا            |
| 5 فبراير  | ويزلي تشابل، الولايات المتحدة ترابية W35 سحوبات الفردي والزوجي                    | ليوني كونغ 6–4، 3–6، 6–3                                                            | Sophie Chang                                                                        | ماديسون سيج ليا كاراتانتشيفا              | ليا ما كاترينا كوزاروف بانا بارثا أكاشا أورهو                                |
| 5 فبراير  | ويزلي تشابل، الولايات المتحدة ترابية W35 سحوبات الفردي والزوجي                    | ماريا كونونوفا · ماريا كوزيريفا · 7–5، 6–1                                          | فيرونيكا فالكوسكا ليوني كونغ                                                        | ماديسون سيج ليا كاراتانتشيفا              | ليا ما كاترينا كوزاروف بانا بارثا أكاشا أورهو                                |
| 5 فبراير  | شرم الشيخ، مصر صلبة W15 سحوبات الفردي والزوجي                                     | إلينا-تيودورا كادار 6–3، 6–4                                                        | كاتارينا كوزموفا                                                                    | كارولا بيجينارو · داريا خوموتسيانسكايا    | ياسمين عزت ساندرا سمير لورا هيتارانتا أديثيا كاروناراتني                     |
| 5 فبراير  | شرم الشيخ، مصر صلبة W15 سحوبات الفردي والزوجي                                     | كارولا بيجينارو · إكاترينا شاليموفا · 6–4، 6–2                                      | داريا خوموتسيانسكايا · إفيالينا لاسكيفيتش                                           | كارولا بيجينارو · داريا خوموتسيانسكايا    | ياسمين عزت ساندرا سمير لورا هيتارانتا أديثيا كاروناراتني                     |
| 5 فبراير  | المنستير، تونس صلبة W15 سحوبات الفردي والزوجي                                     | لورا سامسون 6–1، 6–3                                                                | سيلينا دال                                                                          | هينا إينو هيروكو كواتا                    | سالما دروجدوفا تامارا كوستيتش أريانا زوكيني كارولين فيرنر                    |
| 5 فبراير  | المنستير، تونس صلبة W15 سحوبات الفردي والزوجي                                     | رينا سايغو يوكيينا سايغو 6–3، 7–5                                                   | سيلينا دال ستيفاني جوديث فيشر                                                       | هينا إينو هيروكو كواتا                    | سالما دروجدوفا تامارا كوستيتش أريانا زوكيني كارولين فيرنر                    |
| 12 فبراير | برغ-وايختر للسيدات آلتنكيرشن، ألمانيا سجادة (i) W75 فردي – زوجي                   | جوليا أفدييفا · 6–4، 6–4                                                            | أليسون فان يوتفانخ                                                                  | أوسيان دودان ناستازيا شونك                | مجالي كيمبن مارينا باسولس ريبيرا سينجا كراوس كاثينكا فون ديكمان              |
| 12 فبراير | برغ-وايختر للسيدات آلتنكيرشن، ألمانيا سجادة (i) W75 فردي – زوجي                   | مايا شفالينسكا جيسيكا ماليتشكوفا 6–4، 7–5                                           | جوليا لوهوف كوني بيرين                                                              | أوسيان دودان ناستازيا شونك                | مجالي كيمبن مارينا باسولس ريبيرا سينجا كراوس كاثينكا فون ديكمان              |
| 12 فبراير | روهامبتون، المملكة المتحدة Hard (i) W50 قرعة الفردي والزوجي                       | لولو صن 7–5، 7–5                                                                    | هيذر واتسون                                                                         | نيكولا بارتونكوفا أنتونيا روزيتش          | ميكا ستويسافليفيتش ليا بوشكوفيتش سيمونا والترت فيكتوريا كوزموفا              |
| 12 فبراير | روهامبتون، المملكة المتحدة Hard (i) W50 قرعة الفردي والزوجي                       | فريا كريستي سامانثا موراي (تنس) 7–6(7–5)، 6–3                                       | علي كولينز إلينا مالوجينا                                                           | نيكولا بارتونكوفا أنتونيا روزيتش          | ميكا ستويسافليفيتش ليا بوشكوفيتش سيمونا والترت فيكتوريا كوزموفا              |
| 12 فبراير | موريليا، المكسيك Hard W50 قرعة الفردي والزوجي                                     | جيسيكا بوزاس مانيرو 6–7(11–13)، 6–1، 7–6(7–1)                                       | هيلي بابتيست                                                                        | ريبيكا مارينو جولي نيمير                  | ناتاليا كوستيتش سولانا سييرا Fernanda Contreras ايريني بورييو اسكوريلا       |
| 12 فبراير | موريليا، المكسيك Hard W50 قرعة الفردي والزوجي                                     | مارينا ميلنيكوفا · ليزلي كركهوف · 6–4، 4–6، [11–9]                                  | ايريني بورييو اسكوريلا رشيدة ماكادو                                                 | ريبيكا مارينو جولي نيمير                  | ناتاليا كوستيتش سولانا سييرا Fernanda Contreras ايريني بورييو اسكوريلا       |
| 12 فبراير | ناخون سي تامارات، تايلاند Hard W35 قرعة الفردي والزوجي                            | بينجتارن بليبويتش 2–6، 6–3، 6–2                                                     | ايرينا فيتيكاو                                                                      | أنطونيا شميت ليو فانجزو                   | ناهو ساتو إيري شيميزو يانغ ييدي ياو شينشين                                   |
| 12 فبراير | ناخون سي تامارات، تايلاند Hard W35 قرعة الفردي والزوجي                            | بينجتارن بليبويتش ناهو ساتو 6–1، 4–6، [10–7]                                        | فينج شو تشنغ ووشوانغ                                                                | أنطونيا شميت ليو فانجزو                   | ناهو ساتو إيري شيميزو يانغ ييدي ياو شينشين                                   |
| 12 فبراير | الحمامات، تونس Clay W35 قرعة الفردي والزوجي                                       | لوسيا تشيريتش ب جريك 6–2، 7–5                                                       | ماري بينوا                                                                          | داليللا سبيريتي فرانسيسكا جونز            | أندريا لازارو غارسيا إيما ليني أليس تيوبيلو ايلينكا آمارياي                  |
| 12 فبراير | الحمامات، تونس Clay W35 قرعة الفردي والزوجي                                       | وانا غافريلا سافو ساكيلاريدي 6–7(5–7)، 7–5، [10–4]                                  | أمينة أنشابا · كاثارينا هوبغارسكي                                                   | داليللا سبيريتي فرانسيسكا جونز            | أندريا لازارو غارسيا إيما ليني أليس تيوبيلو ايلينكا آمارياي                  |
| 12 فبراير | أنطاليا، تركيا Clay W35 قرعة الفردي والزوجي                                       | كريستينا دينو 6–3، 3–0 انسحاب                                                       | كارسن برانستين                                                                      | سيلينا جانيسجيفيش نوريا برانكاشيو         | أنجيلا فيتا بولودا · سيوني مينديز · ألكساندرا شوبلادزي · بولونا هيركوج       |
| 12 فبراير | أنطاليا، تركيا Clay W35 قرعة الفردي والزوجي                                       | مارتينا كولمينيا أليس رامي 3–6، 6–1، [13–11]                                        | أنجيلا فيتا بولودا دانييلا فيسماني                                                  | سيلينا جانيسجيفيش نوريا برانكاشيو         | أنجيلا فيتا بولودا · سيوني مينديز · ألكساندرا شوبلادزي · بولونا هيركوج       |
| 12 فبراير | شرم الشيخ، مصر Hard W15 قرعة الفردي والزوجي                                       | كاتارينا كوزموفا 6–3، 6–1                                                           | أديتيا كاروناراتني                                                                  | جيونج بو يونج ساندرا سمير                 | كسينيا لاسكوتوفا · ميكايلا كرايتشيك · داريا خوموتسيانسكايا · مارجو فانتالا   |
| 12 فبراير | شرم الشيخ، مصر Hard W15 قرعة الفردي والزوجي                                       | جيونج بو يونج سارة فان إيمست 6–2، 6–1                                               | يفجينيا بوردينا · ياسمين عزت                                                        | جيونج بو يونج ساندرا سمير                 | كسينيا لاسكوتوفا · ميكايلا كرايتشيك · داريا خوموتسيانسكايا · مارجو فانتالا   |
| 12 فبراير | ماناكور، إسبانيا صلب W15 الفردي والزوجي                                           | ريبيكا مونك مورنتيسن 6–4، 4–6، 7–6(7–5)                                             | ناتاليا سزابانين                                                                    | جولي بيلجرافر كايزا هينمان                | جيني دورست لورينا سولار دونوسو إيزابيل سكوج دينيشا هيندوفا                   |
| 12 فبراير | ماناكور، إسبانيا صلب W15 الفردي والزوجي                                           | لويز كوانج آنا أولياشينكو 6–1، 6–4                                                  | باتريسيا باوكشتايت لايا بيتريتيك                                                    | جولي بيلجرافر كايزا هينمان                | جيني دورست لورينا سولار دونوسو إيزابيل سكوج دينيشا هيندوفا                   |
| 12 فبراير | المنستير، تونس صلب W15 الفردي والزوجي                                             | تيريزا فالينتوفا 6–3، 6–2                                                           | رين يوفي                                                                            | رينا سايغو رادكا زلنشكوفا                 | براندي ووكر سيلينا دال ستيفاني جوديث فيشر هينا إينوي                         |
| 12 فبراير | المنستير، تونس صلب W15 الفردي والزوجي                                             | تيريزا فالينتوفا رادكا زلنشكوفا 6–4، 6–2                                            | أنجيليكا راجي آني فانجلوفا                                                          | رينا سايغو رادكا زلنشكوفا                 | براندي ووكر سيلينا دال ستيفاني جوديث فيشر هينا إينوي                         |
| 19 فبراير | بطولة بورتو الداخلية للسيدات آي تي إف بورتو، البرتغال صلب (داخلي) W75 فردي - زوجي | آنا بوندار 7–6(7–4)، 6–2                                                            | نوما نوه أكوغي                                                                      | سوزان لامنس سيلين نايف                    | مارينا باسولس ريبيرا لييري روميرو غورماز آنا لينا فريدسام أليكس إيلا         |
| 19 فبراير | بطولة بورتو الداخلية للسيدات آي تي إف بورتو، البرتغال صلب (داخلي) W75 فردي - زوجي | آنا بوندار سيلين نايف 6–4، 3–6، [11–9]                                              | فرانسيسكا خورخي ماتيلدي خورخي                                                       | سوزان لامنس سيلين نايف                    | مارينا باسولس ريبيرا لييري روميرو غورماز آنا لينا فريدسام أليكس إيلا         |
| 19 فبراير | مدينة مكسيكو، المكسيك صلب W50 قرعة الفردي والزوجي                                 | جيمي لووب 6–2، 6–2                                                                  | دالينا هيويت                                                                        | فيكتوريا رودريغيز فيكتوريا هو             | ستايسي فونغ ميكايلة بايرلوفا إيرين بوريلو إسكوريهويلا ويتني أوسويجوي         |
| 19 فبراير | مدينة مكسيكو، المكسيك صلب W50 قرعة الفردي والزوجي                                 | جيسي آني جيسيكا فايللا 3–6، 6–4، [10–8]                                             | ثايسا بيدريتي ماريا خوسيه بورتيو راميريز                                            | فيكتوريا رودريغيز فيكتوريا هو             | ستايسي فونغ ميكايلة بايرلوفا إيرين بوريلو إسكوريهويلا ويتني أوسويجوي         |
| 19 فبراير | بطولة ويبهولد الدولية بريتوريا، جنوب أفريقيا صلب W50 قرعة الفردي والزوجي          | لينا غلشكو 6–3، 7–5                                                                 | مانون ليونارد                                                                       | لورا بيجوسي جيومار مارستاني               | إيزابيلا كروغر كايلاه مكفي إيزابيلا شنيكوفا غابرييلا كنوتسون                 |
| 19 فبراير | بطولة ويبهولد الدولية بريتوريا، جنوب أفريقيا صلب W50 قرعة الفردي والزوجي          | لينا غلشكو غابرييلا كنوتسون 7–6(7–5)، 7–6(7–4)                                      | صوفيا كوستولاس هاني فاندي وينكل                                                     | لورا بيجوسي جيومار مارستاني               | إيزابيلا كروغر كايلاه مكفي إيزابيلا شنيكوفا غابرييلا كنوتسون                 |
| 19 فبراير | بطولة ترارالغون الدولية ترارالغون، أستراليا صلب W35 قرعة الفردي والزوجي           | أمارني بانكس 6–3، 6–3                                                               | ناهو ساتو                                                                           | بريسيلا هون لانلانا تاراودي               | لو جياجينغ ساياكا إشي ما ييكزين ديستاني أيافا                                |
| 19 فبراير | بطولة ترارالغون الدولية ترارالغون، أستراليا صلب W35 قرعة الفردي والزوجي           | مانا كوامورا ليو فانجزو 6–7(4–7)، 6–3، [13–11]                                      | ساياكا إشي لانلانا تاراودي                                                          | بريسيلا هون لانلانا تاراودي               | لو جياجينغ ساياكا إشي ما ييكزين ديستاني أيافا                                |
| 19 فبراير | الحمامات، تونس تراب W35 قرعة الفردي والزوجي                                       | لوتشيا تشيريتش باغاريتش 2–1 انس.                                                    | فرانسيسكا جونز                                                                      | ماري بينوا أليس توبيلو                    | كارلوتا مارتينيز سيريز أندريا لازارو غارسيا إلينكا أمارياي كاميلا جينارو     |
| 19 فبراير | الحمامات، تونس تراب W35 قرعة الفردي والزوجي                                       | أوانا غافريلا سابفو ساكلاريدي 6–1، 6–3                                              | إيما ليني أستريد ليو يان فون                                                        | ماري بينوا أليس توبيلو                    | كارلوتا مارتينيز سيريز أندريا لازارو غارسيا إلينكا أمارياي كاميلا جينارو     |
| 19 فبراير | أنطاليا، تركيا تراب W35 قرعة الفردي والزوجي                                       | أنجيلا فيتا بولودا 6–0، 6–2                                                         | مارتينا كولميجنا                                                                    | دانييلا فيسمان أليس رامي                  | نينا فارغوفا · سيون مينديز · أماريسا كييرا توث · ألكساندرا شوبلازدي          |
| 19 فبراير | أنطاليا، تركيا تراب W35 قرعة الفردي والزوجي                                       | أنجيلا فيتا بولودا دانييلا فيسمان 6–1، 6–3                                          | مارثا ماتولا ديميترا بافلوس                                                         | دانييلا فيسمان أليس رامي                  | نينا فارغوفا · سيون مينديز · أماريسا كييرا توث · ألكساندرا شوبلازدي          |
| 19 فبراير | شرم الشيخ، مصر صلب W15 قرعة الفردي والزوجي                                        | كاتارينا كوزموفا 4–6، 7–5، 6–4                                                      | ساندرا سمير                                                                         | فلافي بروجنون سارة فان إيمست              | كارولا كافيلي · أليسا كوميل · أنيلين باكر · إيرينا بالوس                     |
| 19 فبراير | شرم الشيخ، مصر صلب W15 قرعة الفردي والزوجي                                        | أنيلين باكر سارة فان إيمست 6–1، 6–0                                                 | إلينا-تيودورا كادار ميلاني كلافنير                                                  | فلافي بروجنون سارة فان إيمست              | كارولا كافيلي · أليسا كوميل · أنيلين باكر · إيرينا بالوس                     |
| 19 فبراير | ماناكور، إسبانيا صلب W15 قرعة الفردي والزوجي                                      | كايسا هينمان 7–5، 6–2                                                               | ماري ويكيرلي                                                                        | ريبيكا مونك مورنتسين جولي بيلجرافير       | ياروسلافا بارتاشيفيتش ايفانا شيبيستوفا آنا هيرتل فيونا غانز                  |
| 19 فبراير | ماناكور، إسبانيا صلب W15 قرعة الفردي والزوجي                                      | مارتيتا جينيس سالاس روث رويرا لافيريوس 6–3، 2–6، [10–6]                             | ريكي دي كونينغ مارينتي سايجسبتما                                                    | ريبيكا مونك مورنتسين جولي بيلجرافير       | ياروسلافا بارتاشيفيتش ايفانا شيبيستوفا آنا هيرتل فيونا غانز                  |
| 19 فبراير | ناخون سي ثامارات، تايلاند صلب W15 قرعة الفردي والزوجي                             | ساكي إيمامورا 7–6(9–7)، 7–5                                                         | ياو شينشين                                                                          | كودي وونغ كلارا فلاسيلير                  | أنطونيا شميت باتشارين تشيبچانديج جيبيك كولامبايفا تشنغ ووشوانغ               |
| 19 فبراير | ناخون سي ثامارات، تايلاند صلب W15 قرعة الفردي والزوجي                             | قو ميكي شياو تشنغوا 6–3، 6–4                                                        | ياو شينشين تشنغ ووشوانغ                                                             | كودي وونغ كلارا فلاسيلير                  | أنطونيا شميت باتشارين تشيبچانديج جيبيك كولامبايفا تشنغ ووشوانغ               |
| 19 فبراير | المنستير، تونس صلب W15 قرعة الفردي والزوجي                                        | تيريزا فالينتوفا 6–2، 6–1                                                           | أودري ألبي                                                                          | مانو أركانجيولي تيس سوغنو                 | تاليا نيلسون غاتينبي شي هان رادكا زلنيكوفا ألينا غرانويهر                    |
| 19 فبراير | المنستير، تونس صلب W15 قرعة الفردي والزوجي                                        | نايما كاراموكو تيس سوغنو 7–5، 2–6، [7–10]                                           | ألينا غرانويهر كارولينا كوزاكوفا                                                    | مانو أركانجيولي تيس سوغنو                 | تاليا نيلسون غاتينبي شي هان رادكا زلنيكوفا ألينا غرانويهر                    |
| 26 فبراير | Open Mâcon مشكون، فرنسا صلبة (i) W50 قرعات الفردي والزوجي                         | هارموني تان 6–2، 6–0                                                                | أودري ألبي                                                                          | رالوكا سيربان · أنستاسيا تيخونوفا         | أليفتينا إبراغيموفا · مارجو روفروي · لويس بواسون · أماندين مونوت             |
| 26 فبراير | Open Mâcon مشكون، فرنسا صلبة (i) W50 قرعات الفردي والزوجي                         | سيلفيا أمبروسيو لينا باباداكيس 5–7، 7–5، [10–7]                                     | مادلين بروكس إيزابيل هافرلاغ                                                        | رالوكا سيربان · أنستاسيا تيخونوفا         | أليفتينا إبراغيموفا · مارجو روفروي · لويس بواسون · أماندين مونوت             |
| 26 فبراير | Empire Women's Indoor ترنافا، سلوفاكيا صلبة (i) W50 قرعات الفردي والزوجي          | أنستاسيا جوريفا · 3–6، 6–3، 6–4                                                     | إلينا بريدانكينا                                                                    | ليانغ إن شو نيكولا بارتونوكوفا            | بانا أودفاردي مويكا أوشيجيما زينب سونميز أليكس إيالا                         |
| 26 فبراير | Empire Women's Indoor ترنافا، سلوفاكيا صلبة (i) W50 قرعات الفردي والزوجي          | لولو صن مويكا أوشيجيما 6–4، 7–6(7–3)                                                | فيرونيكا فالكوفيسكا فاني ستولار                                                     | ليانغ إن شو نيكولا بارتونوكوفا            | بانا أودفاردي مويكا أوشيجيما زينب سونميز أليكس إيالا                         |
| 26 فبراير | Wiphold International بريتوريا، جنوب أفريقيا صلبة W50 قرعات الفردي والزوجي        | لورا بيجوسي 6–2، 4–6، 7–5                                                           | هان فانديونكل                                                                       | مانون ليونارد جابرييلا كنوتسون            | جاييدا دانييل · ألينا تشاريفا · كليرفي نجونو · بولينا ياتسينكو               |
| 26 فبراير | Wiphold International بريتوريا، جنوب أفريقيا صلبة W50 قرعات الفردي والزوجي        | ألينا تشاريفا · إيكاترينا رينغولد · 6–0، 5–7، [10–3]                                | إيزابيلا كروجر زوي كروجر                                                            | مانون ليونارد جابرييلا كنوتسون            | جاييدا دانييل · ألينا تشاريفا · كليرفي نجونو · بولينا ياتسينكو               |
| 26 فبراير | Traralgon International ترالالجون، أستراليا صلبة W35 قرعات الفردي والزوجي         | لانلانا تارارودي 6–4، 7–5                                                           | ما ييشين                                                                            | بريسيلا هون بيترا هولي                    | أمارني بانكس ليزيت كابري ميهو كوراموتشي ديستاني أيافا                        |
| 26 فبراير | Traralgon International ترالالجون، أستراليا صلبة W35 قرعات الفردي والزوجي         | يوكي نايتو ناهو ساتو 6–1، 6–3                                                       | ديستاني أيافا تينيكا ماكجيفين                                                       | بريسيلا هون بيترا هولي                    | أمارني بانكس ليزيت كابري ميهو كوراموتشي ديستاني أيافا                        |
| 26 فبراير | هلسنكي، فنلندا صلبة (i) W35 قرعات الفردي والزوجي                                  | مالينه هيلغو 6–3، 6–2                                                               | ديانا رادانوفيتش                                                                    | كايزا هينيمان ليا بوشكوفيتش               | ليندا كليموفيتشوفا تاليا جيبسون كريستينا ملادينوفيتش روبن أندرسون            |
| 26 فبراير | هلسنكي، فنلندا صلبة (i) W35 قرعات الفردي والزوجي                                  | لورا هييتارانتا ليندا كليموفيتشوفا 6–3، 6–1                                         | فالنتيني جراماتيكوبولو مارتينا كوبكا                                                | كايزا هينيمان ليا بوشكوفيتش               | ليندا كليموفيتشوفا تاليا جيبسون كريستينا ملادينوفيتش روبن أندرسون            |
| 26 فبراير | جورجاون، الهند صلبة W35 قرعات الفردي والزوجي                                      | جوستينا ميكولسكيت 6–0، 6–1                                                          | كو يون وو                                                                           | دليلا ياكوبوفيتش أنكيتا رينا              | سهاجا يامالابالي · إكاترينا كازيونوڤا · جيبك كولامباييفا · جاكلين كاباج أواد |
| 26 فبراير | جورجاون، الهند صلبة W35 قرعات الفردي والزوجي                                      | جيبك كولامباييفا أنكيتا رينا 6–4، 6–2                                               | جاكلين كاباج أواد جوستينا ميكولسكيت                                                 | دليلا ياكوبوفيتش أنكيتا رينا              | سهاجا يامالابالي · إكاترينا كازيونوڤا · جيبك كولامباييفا · جاكلين كاباج أواد |
| 26 فبراير | سبرينغ، الولايات المتحدة الأمريكية صلب W35 قرعة الفردي والزوجي                    | إينا شيبهارا 6–2، 4–6، 6–3                                                          | إيفا جوفيك                                                                          | ماريا ماتيس فارفارا ليبتشينكو             | ويتني أوسويجوي · ماريا كونونوفا · مالكيا نجونو · ألورا زاماريبا              |
| 26 فبراير | سبرينغ، الولايات المتحدة الأمريكية صلب W35 قرعة الفردي والزوجي                    | ويتني أوسويجوي ألانا سميث 6–4، 6–4                                                  | مالكيا نجونو تايزا بيدريتي                                                          | ماريا ماتيس فارفارا ليبتشينكو             | ويتني أوسويجوي · ماريا كونونوفا · مالكيا نجونو · ألورا زاماريبا              |
| 26 فبراير | سان ميغيل دي توكومان، الأرجنتين ترابي W15 قرعة الفردي والزوجي                     | آنا باولا نييفا دي لوس ريوس ضد فيرينا ميليس النهائي لم يُلعب بسبب سوء الأحوال الجوية | آنا باولا نييفا دي لوس ريوس ضد فيرينا ميليس النهائي لم يُلعب بسبب سوء الأحوال الجوية | ليتيشيا غارسيا فيدال · ألكسندرا فاسيلييفا | جوزفينا استيفيز فرناندو لابرانيا كاميلا زانوليني جوليا كونيتشي كامارجو سيلفا |
| 26 فبراير | سان ميغيل دي توكومان، الأرجنتين ترابي W15 قرعة الفردي والزوجي                     | جوستينا غونزاليس دانييل كاميلا روميرو 4–6، 7–6(8–6)، [10–8]                         | آنا كانديتو نوليا زيبالوس                                                           | ليتيشيا غارسيا فيدال · ألكسندرا فاسيلييفا | جوزفينا استيفيز فرناندو لابرانيا كاميلا زانوليني جوليا كونيتشي كامارجو سيلفا |
| 26 فبراير | شرم الشيخ، مصر صلب W15 قرعة الفردي والزوجي                                        | ساندرا سمير 6–0، 6–4                                                                | لورا سامسون                                                                         | أرليندا روشيتي ميرنا رفعت                 | إيرينا بالوس · أليسا كميل · إفجيني بورودينا · لميس الحسين عبد العزيز         |
| 26 فبراير | شرم الشيخ، مصر صلب W15 قرعة الفردي والزوجي                                        | كارولا بيجينارو أندري لوكوسيوتي 6–4، 6–3                                            | مانا أيوكاوا بريانا سزابو                                                           | أرليندا روشيتي ميرنا رفعت                 | إيرينا بالوس · أليسا كميل · إفجيني بورودينا · لميس الحسين عبد العزيز         |
| 26 فبراير | إيبوه، ماليزيا صلب W15 قرعة الفردي والزوجي                                        | وو هو تشينغ 6–2، 6–3                                                                | ليزا-ماري ريوكس                                                                     | نانا كواجيتشي هايو كينوشيتا               | يوي شيكارايشي زهاو شيشن ريكو كيكاوادا قو ميقي                                |
| 26 فبراير | إيبوه، ماليزيا صلب W15 قرعة الفردي والزوجي                                        | شو إيه شوان شو يي سن 6–4، 6–2                                                       | قو ميقي جينغ هوا زياو                                                               | نانا كواجيتشي هايو كينوشيتا               | يوي شيكارايشي زهاو شيشن ريكو كيكاوادا قو ميقي                                |
| 26 فبراير | ماناكور، إسبانيا صلب W15 قرعة الفردي والزوجي                                      | كايتلين كويفد 6–2، 3–1 انسحاب.                                                      | ناتاليا سزابانين                                                                    | نولييا بوزو زانوتي فيونا جانز             | جيني دورست ماري ويكرلي ميهائيلا دياكوفيتش أنجلينا فولوشوك                    |
| 26 فبراير | ماناكور، إسبانيا صلب W15 قرعة الفردي والزوجي                                      | أليسيا ميلوش جوليا روني 6–3، 6–4                                                    | تيا نيكيفيتش كايتلين كويفد                                                          | نولييا بوزو زانوتي فيونا جانز             | جيني دورست ماري ويكرلي ميهائيلا دياكوفيتش أنجلينا فولوشوك                    |
| 26 فبراير | ناخون سي ثامارات، تايلاند صلب W15 قرعة الفردي والزوجي                             | ساكي إيماورا 6–2، 6–7(4–7)، 6–2                                                     | يوان تشانجيايجي                                                                     | تشنغ ووشوانغ شون فانغيينغ                 | لين فانغ-آن واتساشول ساواتديي باتشارين شيبشاندج ناجي هاناتاني                |
| 26 فبراير | ناخون سي ثامارات، تايلاند صلب W15 قرعة الفردي والزوجي                             | لي يا-هسين كودي وونغ 6–3، 7–5                                                       | ياو شينشين تشنغ ووشوانغ                                                             | تشنغ ووشوانغ شون فانغيينغ                 | لين فانغ-آن واتساشول ساواتديي باتشارين شيبشاندج ناجي هاناتاني                |
| 26 فبراير | المنستير، تونس صلبة W15 قرعة الفردي والزوجي                                       | كارولينا كوزاكوفا 6–4، 6–1                                                          | إلييسا فانلانجدونك                                                                  | سافو ساكيلاريدي فيرجينيا فيرارا           | بولين باييت أريانا زوكني يوهانا سيلفا شي هان                                 |
| 26 فبراير | المنستير، تونس صلبة W15 قرعة الفردي والزوجي                                       | مارا غوث سافو ساكيلاريدي 7–5، 6–1                                                   | لويزا هردا ياسمين فاغنر                                                             | سافو ساكيلاريدي فيرجينيا فيرارا           | بولين باييت أريانا زوكني يوهانا سيلفا شي هان                                 |
| 26 فبراير | أنطاليا، تركيا ترابية W15 قرعة الفردي والزوجي                                     | دانييلا فيسماني 0–1 انسحاب                                                          | أماريسا كيارا توث                                                                   | ألكسندرا شوبلادزي · أليس رامي             | ألكسندرا أولينيكوفا · جويل ستور · أنيا ستانكوفيتش · أوكسانا سيليخميتيفا      |
| 26 فبراير | أنطاليا، تركيا ترابية W15 قرعة الفردي والزوجي                                     | أنيا ستانكوفيتش إيلاي يورك 6–3، 3–6، [10–4]                                         | أليسندرا مازولا ناتاليا سينيتش                                                      | ألكسندرا شوبلادزي · أليس رامي             | ألكسندرا أولينيكوفا · جويل ستور · أنيا ستانكوفيتش · أوكسانا سيليخميتيفا      |

### مارس
| الأسبوع | البطولة                                                                         | الفائزات                                                         | الوصيفات                                     | المتأهلات لنصف النهائي                     | المتأهلات لربع النهائي                                                              |
| ------- | ------------------------------------------------------------------------------- | ---------------------------------------------------------------- | -------------------------------------------- | ------------------------------------------ | ----------------------------------------------------------------------------------- |
| 4 مارس  | إمباير وومنز إندور ترنفا، سلوفاكيا صالة (i) W75 الفردي – الزوجي                 | سوزان لامنس 6–2، 6–2                                             | سيلين نيف                                    | أناستاسيا تيخونوفا · يانا فيت              | ليلي ميازاكي زينب سونمز هيمينو ساكاتسومي إيلينا غابرييلا روس                        |
| 4 مارس  | إمباير وومنز إندور ترنفا، سلوفاكيا صالة (i) W75 الفردي – الزوجي                 | إيزابيل هافيرلاج آنا روجرز 6–3، 4–6، [12–10]                     | ليانغ إن شو تانغ كيان هوي                    | أناستاسيا تيخونوفا · يانا فيت              | ليلي ميازاكي زينب سونمز هيمينو ساكاتسومي إيلينا غابرييلا روس                        |
| 4 مارس  | سانتو دومينغو، جمهورية الدومينيكان صلب W35 قرعة الفردي والزوجي                  | غاو شينيو 6–3، 6–2                                               | فيكتوريا رودريغيز                            | الفينا كالييفا ليير روميرو غورماز          | فيكتوريا خيمينيز كاسينتسيفا صوفيا كوستولاس ليا ما مايا جوينت                        |
| 4 مارس  | سانتو دومينغو، جمهورية الدومينيكان صلب W35 قرعة الفردي والزوجي                  | كارمن كورلي إيفانا كورلي 6–2، 6–7(3–7)، [10–5]                   | ليير روميرو غورماز كاميلا روزاتيلو           | الفينا كالييفا ليير روميرو غورماز          | فيكتوريا خيمينيز كاسينتسيفا صوفيا كوستولاس ليا ما مايا جوينت                        |
| 4 مارس  | ناغبور، الهند طين W35 قرعة الفردي والزوجي                                       | دليلا ياكوبوفيتش 6–1، 6–2                                        | كو يون وو                                    | داريا كوداشوفا · باك دا-يون                | إيكاترينا ياشينا · رينون أوكواكي · ساهجا يامالابالي · ميرينا تونا                   |
| 4 مارس  | ناغبور، الهند طين W35 قرعة الفردي والزوجي                                       | إرينا براء دليلا ياكوبوفيتش 6–7(8–10)، 7–6(7–5)، [10–7]          | كو يون-وو جوستينا ميكولسكيت                  | داريا كوداشوفا · باك دا-يون                | إيكاترينا ياشينا · رينون أوكواكي · ساهجا يامالابالي · ميرينا تونا                   |
| 4 مارس  | سولارينو، إيطاليا سجاد W35 سحوبات الفردي والزوجي                                | ليندا كليموفيتشوفا 6–3، 6–0                                      | جيسيكا بيري                                  | ارغوان رضائي باربورا باليكوفا              | ماغالي كيمبين هاروكا كاجي جيورجيا بيدوني ليزلي كركهوف                               |
| 4 مارس  | سولارينو، إيطاليا سجاد W35 سحوبات الفردي والزوجي                                | مارتينا كوبكا تساو شيا-يي 6–4، 6–2                               | كاتارينا كوزاروف · فيرونيكا ميروشنيتشنكو     | ارغوان رضائي باربورا باليكوفا              | ماغالي كيمبين هاروكا كاجي جيورجيا بيدوني ليزلي كركهوف                               |
| 4 مارس  | قرطبة، الأرجنتين تراب W15 سحوبات الفردي والزوجي                                 | جازمين أورتينزي 6–2، 6–0                                         | جولييتا لارا إستابلي                         | نوهيليا زيبالوس نيكول فوسا هويرجو          | لويسينا جيوفانيني كاميلا زانوليني أليسيا هريرو لينانا ميلاني كريووج                 |
| 4 مارس  | قرطبة، الأرجنتين تراب W15 سحوبات الفردي والزوجي                                 | أليسيا هريرو لينانا ميلاني كريووج 6–2، 5–7، [10–5]               | كاميلا روميرو كانديلا فاسكيز                 | نوهيليا زيبالوس نيكول فوسا هويرجو          | لويسينا جيوفانيني كاميلا زانوليني أليسيا هريرو لينانا ميلاني كريووج                 |
| 4 مارس  | بروسار (كيبك)، كندا صلب (داخلي) W15 سحوبات الفردي والزوجي                       | كاثرين هاريسون 4–6، 6–1، 6–3                                     | جيسي آني                                     | آنا فري كليمونس ميرسيير                    | أليس روب برونتي مورجيت جادا بوي كارولين كامبانا                                     |
| 4 مارس  | بروسار (كيبك)، كندا صلب (داخلي) W15 سحوبات الفردي والزوجي                       | أشتون باورز زوزانا باوليكوفسكا 6–3، 6–3                          | جيسيكا بيرناليس ميا ياماكيتا                 | آنا فري كليمونس ميرسيير                    | أليس روب برونتي مورجيت جادا بوي كارولين كامبانا                                     |
| 4 مارس  | شرم الشيخ، مصر صلب W15 سحوبات الفردي والزوجي                                    | آنا سيسكوفا 6–4، 4–6، 6–2                                        | كاتارينا كوزموفا                             | ماري ويكرلي ساندرا سمير                    | داريا فرايمان جيني دورست أنوك فرانكن بيترس لميس الحسين عبد العزيز                   |
| 4 مارس  | شرم الشيخ، مصر صلب W15 سحوبات الفردي والزوجي                                    | جيونغ بو-يونغ أندريه لوكوشيوت 6–2، 6–0                           | داريا كوتشر ليسا فارول                       | ماري ويكرلي ساندرا سمير                    | داريا فرايمان جيني دورست أنوك فرانكن بيترس لميس الحسين عبد العزيز                   |
| 4 مارس  | كاندية، اليونان تراب W15 سحوبات الفردي والزوجي                                  | كسينيا زايتسيفا · 6–2، 7–5                                       | كلاوديا بوبيلينا                             | روسيتسا دينشيفا لوسي نغوين تان             | سفو ساكلاريدي سارة تاتو ماري فوغت مارسيلينا بودلينسكا                               |
| 4 مارس  | كاندية، اليونان تراب W15 سحوبات الفردي والزوجي                                  | إيليني كريستوفي سفو ساكلاريدي 6–3، 6–3                           | لوسي نغوين تان · كسينيا زايتسيفا             | روسيتسا دينشيفا لوسي نغوين تان             | سفو ساكلاريدي سارة تاتو ماري فوغت مارسيلينا بودلينسكا                               |
| 4 مارس  | كارقندا، كازاخستان صلب (داخلي) W15 سحوبات الفردي والزوجي                        | ياروسلافا بارتاشيفيتش 6–4، 6–3                                   | كسينيا لاسكوتوفا                             | إلينا مالوگينا لي أون هي                   | أناستاسيا پوپلاڤسكا · أرينا أريفولينا · داريا زيلنسكايا · جيبك كولمباييفا           |
| 4 مارس  | كارقندا، كازاخستان صلب (داخلي) W15 سحوبات الفردي والزوجي                        | ڤيكتوريا ميخايلوفا · أناستاسيا پوپلاڤسكا · 6–2، 3–6، [10–5]      | ڤلادیسلاڤا أندريفيسكايا · كسينيا لاسكوتوفا   | إلينا مالوگينا لي أون هي                   | أناستاسيا پوپلاڤسكا · أرينا أريفولينا · داريا زيلنسكايا · جيبك كولمباييفا           |
| 4 مارس  | كوالالمبور، ماليزيا صلبة 15دبليو قرعة الفردي والزوجي                            | ناهو ساتو 6–4، 6–3                                               | يوان تشنگييي                                 | شون فانگيڠ چو إی-شوان                      | جانگ گا-أول كاناكو موريساكي وو هو-تشيڠ كودي وونج                                    |
| 4 مارس  | كوالالمبور، ماليزيا صلبة 15دبليو قرعة الفردي والزوجي                            | چو إی-شوان چو يي-تسن 6–3، 7–5                                    | لين فانگ-آن يوان تشنگييي                     | شون فانگيڠ چو إی-شوان                      | جانگ گا-أول كاناكو موريساكي وو هو-تشيڠ كودي وونج                                    |
| 4 مارس  | المنستير، تونس صلبة 15دبليو قرعة الفردي والزوجي                                 | مارا جوث 6–2، 3–3، انسحب.                                        | كارولينا كوڤل                                | ديانا مارتينوف أليس تبللو                  | سادا ناهيمانا سايرسي برين إيناس إيبو شي هان                                         |
| 4 مارس  | المنستير، تونس صلبة 15دبليو قرعة الفردي والزوجي                                 | مايرا جوفيتش فالنتينا لوشالي 6–2، 6–3                            | وردة إلت بشير آية العوني                     | ديانا مارتينوف أليس تبللو                  | سادا ناهيمانا سايرسي برين إيناس إيبو شي هان                                         |
| 4 مارس  | أنطاليا، تركيا ترابية 15دبليو قرعة الفردي والزوجي                               | تيرا كاتارينا گرانت 6–0، 6–4                                     | أنيا ستانكوفيتش                              | رادا زولوتاريفا · باشاك إرايدن             | آنا توراتي ديليتا كيروبيني أليساندرا مازولا أورورا زانتيديسكي                       |
| 4 مارس  | أنطاليا، تركيا ترابية 15دبليو قرعة الفردي والزوجي                               | تيرا كاتارينا گرانت أورورا زانتيديسكي 6–2، 6–2                   | ياليزافيتا كوتليار أنتونينا سوشكوفا          | رادا زولوتاريفا · باشاك إرايدن             | آنا توراتي ديليتا كيروبيني أليساندرا مازولا أورورا زانتيديسكي                       |
| 11 مارس | Říčany Open ريتشاني، جمهورية التشيك صلب (i) W75 فردي – زوجي                     | تيريزا فالينتوفا 7–6(7–4)، 6–2                                   | داريا سنيغور                                 | أنتونيا روزيتش إيبك أوز                    | أنستاسيا تيخونوفا · دومينيكا سالكوفا · هيمينو ساكاتسومه · منى بارثل                 |
| 11 مارس | Říčany Open ريتشاني، جمهورية التشيك صلب (i) W75 فردي – زوجي                     | غابريلا كنوتسون تيريزا فالينتوفا 6–4، 3–6، [10–4]                | فاني ستولار لولو سن                          | أنتونيا روزيتش إيبك أوز                    | أنستاسيا تيخونوفا · دومينيكا سالكوفا · هيمينو ساكاتسومه · منى بارثل                 |
| 11 مارس | ميلدورا، أستراليا عشب W35 قرعة الفردي والزوجي                                   | ماديسون إنغليس 6–4، 6–1                                          | تينا نادين سميث                              | ساكورا هوسوجي غابرييلا دا سيلفا-فيك        | مونيك باري يوكي نايتو ليزيت كابريرا ميساكي ماتسودا                                  |
| 11 مارس | ميلدورا، أستراليا عشب W35 قرعة الفردي والزوجي                                   | تاهليا كوكينيس أليسيا سميث 5–7، 6–2، [10–7]                      | بانين كوفابيتوكتيد لو جياجينغ                | ساكورا هوسوجي غابرييلا دا سيلفا-فيك        | مونيك باري يوكي نايتو ليزيت كابريرا ميساكي ماتسودا                                  |
| 11 مارس | المينوس، قبرص طيني W35 قرعة الفردي والزوجي                                      | لوسيجا سيريتش باجاريتش 6–2، 6–3                                  | لينا جيورتشيسكا                              | نوريا برانكاشيو أندريا لازارو غارسيا       | كسينيا زايستيفا · كريستينا دينو · ميريام بولغارو · إيريني بوريليو إسكوريهويلا       |
| 11 مارس | المينوس، قبرص طيني W35 قرعة الفردي والزوجي                                      | تينا لوكاس كريستينا ملادينوفيتش 6–4، 7–5                         | فرانشيسكا كورمي كريستينا دينو                | نوريا برانكاشيو أندريا لازارو غارسيا       | كسينيا زايستيفا · كريستينا دينو · ميريام بولغارو · إيريني بوريليو إسكوريهويلا       |
| 11 مارس | سانتو دومينغو، جمهورية الدومينيكان صلب W35 قرعة الفردي والزوجي                  | مايا جوينت 6–4، 2–6، 6–1                                         | غاو شينيو                                    | ماريا سارا بوبا ماريا خوسيه بورتيو راميريز | رشيدة مكادو كارلوتا مارتينيز سيريز كاتارينا جوكيتش سولانا سييرا                     |
| 11 مارس | سانتو دومينغو، جمهورية الدومينيكان صلب W35 قرعة الفردي والزوجي                  | كارمن كورلي إيفانا كورلي 6–1، 6–7(5–7)، [12–10]                  | ليا كاراستانتشيفا رشيدة مكادو                | ماريا سارا بوبا ماريا خوسيه بورتيو راميريز | رشيدة مكادو كارلوتا مارتينيز سيريز كاتارينا جوكيتش سولانا سييرا                     |
| 11 مارس | إندور، الهند صلب W35 قرعة الفردي والزوجي                                        | دليلا ياكوبوفيتش 6–3، 6–2                                        | شريفالي باميديباتي                           | بولينا ياتشينكو · مانانشايا ساوانغكايو     | جوستينا ميكولسكيت أنكيتا راينا جاكلين كاباج أود تاسابون ناكلو                       |
| 11 مارس | إندور، الهند صلب W35 قرعة الفردي والزوجي                                        | شريفاللي بهاميديباتي فايدهي تشودري 6–3، 7–5                      | لي يا-هسوان بارك سو-هيون                     | بولينا ياتشينكو · مانانشايا ساوانغكايو     | جوستينا ميكولسكيت أنكيتا راينا جاكلين كاباج أود تاسابون ناكلو                       |
| 11 مارس | سولارينو، إيطاليا سجاد W35 قرعة الفردي والزوجي                                  | فيكتوريا كوزموفا 6–2، 6–3                                        | روبن أندرسون                                 | ليندا كليموفيتشوفا كاترينا سكوت            | أورزولا رادفانسكا مارتينا كوبكا ماجالي كيمبن باربورا باليكوفا                       |
| 11 مارس | سولارينو، إيطاليا سجاد W35 قرعة الفردي والزوجي                                  | ويرونيكا فالكوسكا مارتينا كوبكا 5–7، 6–1، [11–9]                 | فينج شو ستيفاني فيسشر                        | ليندا كليموفيتشوفا كاترينا سكوت            | أورزولا رادفانسكا مارتينا كوبكا ماجالي كيمبن باربورا باليكوفا                       |
| 11 مارس | ساو جواو دا بوا فيستا، البرازيل طين W15 قرعة الفردي والزوجي                     | كارولينا ألفيس 4–6، 6–1، 6–3                                     | جولييتا لارا إستابل                          | فيكتوريا بوثيو إميلي سيبولد                | آنا كانديتو أوانا جافريلا ميلاني كريووج أليسيا هيريرو لينانا                        |
| 11 مارس | ساو جواو دا بوا فيستا، البرازيل طين W15 قرعة الفردي والزوجي                     | فيكتوريا بوثيو آنا فيليبا سانتوس 6–2، 6–4                        | فيرينا ميليس كاميلا زانوليني                 | فيكتوريا بوثيو إميلي سيبولد                | آنا كانديتو أوانا جافريلا ميلاني كريووج أليسيا هيريرو لينانا                        |
| 11 مارس | مونتريال، كندا صلب (i) W15 قرعة الفردي والزوجي                                  | جيسيكا فايللا 6–4، 6–3                                           | جيسي آني                                     | برونتي ميرغيت داشا إيفانوفا                | إيما دونغ ريا فيرما آنا جروبر باريس كورلي                                           |
| 11 مارس | مونتريال، كندا صلب (i) W15 قرعة الفردي والزوجي                                  | جيسي آني أليس روب 5–7، 6–3، [10–3]                               | آشتون باورز زوزانا باوليكوسكا                | برونتي ميرغيت داشا إيفانوفا                | إيما دونغ ريا فيرما آنا جروبر باريس كورلي                                           |
| 11 مارس | شرم الشيخ، مصر صلب W15 قرعة الفردي والزوجي                                      | مالين هيليجو 6–3، 6–2                                            | ماري فيكرلي                                  | داريا فرايمان جانا حسام صلاح               | كاتارينا كوزموفا · مي تيانمي · جيونغ بو يونغ · كسينيا يرش                           |
| 11 مارس | شرم الشيخ، مصر صلب W15 قرعة الفردي والزوجي                                      | داريا فرايمان جايا بارافيتشيني 0–6، 6–3، [10–8]                  | لورا سيليكوفا زوزانا كولونوس                 | داريا فرايمان جانا حسام صلاح               | كاتارينا كوزموفا · مي تيانمي · جيونغ بو يونغ · كسينيا يرش                           |
| 11 مارس | جونيس، فرنسا طين (i) W15 قرعة الفردي والزوجي                                    | تينتسوا سارة راكوتومانجا راجوناه 6–4، 6–3                        | إميلين دارترون                               | فيونا جانز كريستينا دياز أدروفر            | كاجسا رينالدو بيرسون فيرونيكا بودريز جانا بويوفيتش كارمن لوبيز مارتينيز             |
| 11 مارس | جونيس، فرنسا طين (i) W15 قرعة الفردي والزوجي                                    | إميلين دارترون أستريد ليو يان فون 3–6، 6–0، [13–11]              | تيلويث دي جيرولامي لايا بيتريتيك             | فيونا جانز كريستينا دياز أدروفر            | كاجسا رينالدو بيرسون فيرونيكا بودريز جانا بويوفيتش كارمن لوبيز مارتينيز             |
| 11 مارس | هيراكليون، اليونان طين W15 قرعة الفردي والزوجي                                  | نينا فارجوفا 6–3، 6–3                                            | صوفيا ميلاتوفا                               | مارسيلينا بودلينسكا ميلا ماشيتش            | سافو ساكيلاريدي فيولا توريني لوسي نغوين تان كاثارينا هوبغارسكي                      |
| 11 مارس | هيراكليون، اليونان طين W15 قرعة الفردي والزوجي                                  | لوسي نغوين تان نينا فارجوفا 4–6، 6–4، [11–9]                     | لورا مار سافو ساكيلاريدي                     | مارسيلينا بودلينسكا ميلا ماشيتش            | سافو ساكيلاريدي فيولا توريني لوسي نغوين تان كاثارينا هوبغارسكي                      |
| 11 مارس | كاراغاندا، كازاخستان صلب (i) W15 سحوبات الفردي والزوجي                          | كزينيا لاسكوتوفا · 6–4، 3–6، 6–3                                 | لي أون-هي                                    | إيلينا مالويجينا جيبيك كولامبايفا          | إيكاترينا كازيونوفا · غوزال أينيتدينوفا · ياروسلافا بارتاشيفيتش · ألكسندرا يورداتشي |
| 11 مارس | كاراغاندا، كازاخستان صلب (i) W15 سحوبات الفردي والزوجي                          | فيكتوريا ميخايلوفا · أنستاسيا بوبلافسكا · 7–6(7–5)، 6–3          | أسيليجان أريستانبيكوفا · إيكاترينا كازيونوفا | إيلينا مالويجينا جيبيك كولامبايفا          | إيكاترينا كازيونوفا · غوزال أينيتدينوفا · ياروسلافا بارتاشيفيتش · ألكسندرا يورداتشي |
| 11 مارس | المنستير، تونس صلب W15 سحوبات الفردي والزوجي                                    | رادكا زلنشكوفا 6–2، 4–2، انسحب                                   | إلينا ميلوفانوفيتش                           | تاميرا باسيك هيلينا بوخفالد                | لارا شميدت مينجي تشو ماريا مارتينيز فاكيرو جينا فيستل                               |
| 11 مارس | المنستير، تونس صلب W15 سحوبات الفردي والزوجي                                    | مينجي تشو رادكا زلنشكوفا 2–6، 6–2، [10–6]                        | إلينا ميلوفانوفيتش تاميرا باسيك              | تاميرا باسيك هيلينا بوخفالد                | لارا شميدت مينجي تشو ماريا مارتينيز فاكيرو جينا فيستل                               |
| 11 مارس | أنطاليا، تركيا طين W15 سحوبات الفردي والزوجي                                    | دينيلافا غلوشكوفا 6–4، 7–6(7–4)                                  | دينيشا هندوفا                                | أدريان ناغي جيزيل ماتوس سيكويرا فيرنانديز  | أنيكا ياشكوفا · باشاك إرايدن · نينا أليباليتش · ديانا ديميدوفا                      |
| 11 مارس | أنطاليا، تركيا طين W15 سحوبات الفردي والزوجي                                    | دينيشا هندوفا فيتوريا مودستي 7–5، 6–3                            | ديا إفتيموفا إيلاي يوروك                     | أدريان ناغي جيزيل ماتوس سيكويرا فيرنانديز  | أنيكا ياشكوفا · باشاك إرايدن · نينا أليباليتش · ديانا ديميدوفا                      |
| 18 مارس | برانيك ماريبور المفتوحة ماريبور، سلوفينيا صلبة (داخلية) W75 فردي – زوجي         | دومينيكا شالكوفا 6–2، 6–4                                        | تاليا جيبسون                                 | إلينا بريدانكينا · تيميا بابوش             | إيكاترينا ماكلاكوفا · ماريام بولكفازد · ليلي ميازاكي · جيسيكا بونشيه                |
| 18 مارس | برانيك ماريبور المفتوحة ماريبور، سلوفينيا صلبة (داخلية) W75 فردي – زوجي         | إيدن سيلفا · أنستازيا تيخونوفا · 7–5، 6–3                        | لوكسيكا كومخوم بينجتارن بليبويتش             | إلينا بريدانكينا · تيميا بابوش             | إيكاترينا ماكلاكوفا · ماريام بولكفازد · ليلي ميازاكي · جيسيكا بونشيه                |
| 18 مارس | مدينة سوان هيل، أستراليا عشبية W35 قرعة الفردي والزوجي                          | جابرييلا دا سيلفا-فيك 3–6، 6–3، 6–1                              | إيميرسون جونز                                | ألانا بارنابي تينا نادين سميث              | ماديسون إنجلز يوكي نايتو مونيك باري ميساكي ماتسودا                                  |
| 18 مارس | مدينة سوان هيل، أستراليا عشبية W35 قرعة الفردي والزوجي                          | ساكورا هوسوجي ميساكي ماتسودا 6–2، 6–2                            | مونيك باري ألانا بارنابي                     | ألانا بارنابي تينا نادين سميث              | ماديسون إنجلز يوكي نايتو مونيك باري ميساكي ماتسودا                                  |
| 18 مارس | الامينوس، قبرص ترابية W35 قرعة الفردي والزوجي                                   | لويس بواسون 6–2، 6–0                                             | ديسبينا باباميتشايل                          | كارول مونيت ديبورا كييزا                   | كريستينا دينو ماجا شوالينسكا أندريا ميتو نوما نوهّ أكوجوي                            |
| 18 مارس | الامينوس، قبرص ترابية W35 قرعة الفردي والزوجي                                   | فرانسيسكا كورمي ديسبينا باباميتشايل 6–3، 6–2                     | ليوني كونغ إليز مالوني                       | كارول مونيت ديبورا كييزا                   | كريستينا دينو ماجا شوالينسكا أندريا ميتو نوما نوهّ أكوجوي                            |
| 18 مارس | كامبيناس، البرازيل طين W15 قرعة الفردي والزوجي                                  | أوانا جافريلا 6–2، 3–6، 6–1                                      | يكاترينا ماكاروفا                            | جولييتا لارا إستابل كارولينا ألفيس         | فيكتوريا بوثيو ميكايلا بايرلوفا غابرييلا سي إيرينا فيتيكاو                          |
| 18 مارس | كامبيناس، البرازيل طين W15 قرعة الفردي والزوجي                                  | جايدا دانييل · ماريا كونونوفا · 6–0، 6–7(3–7)، [10–4]            | جوليا كونيشي كامارغو سيلفا واكانا سونوب      | جولييتا لارا إستابل كارولينا ألفيس         | فيكتوريا بوثيو ميكايلا بايرلوفا غابرييلا سي إيرينا فيتيكاو                          |
| 18 مارس | شرم الشيخ، مصر صلب W15 قرعة الفردي والزوجي                                      | مالين هيلجو 6–1، 6–0                                             | جولي بيليجرافير                              | داريا كوزر كارولا بيجينارو                 | ماغدالينا ستويلكوفسكا إلينا تيودورا كادار ألينا كوواكوفا تاليا نيلسون-جاتنبي        |
| 18 مارس | شرم الشيخ، مصر صلب W15 قرعة الفردي والزوجي                                      | جولي بيليجرافير هولي هاتشينسون 7–6(7–4)، 3–6، [10–7]             | كارولا بيجينارو جيونغ بو-يونغ                | داريا كوزر كارولا بيجينارو                 | ماغدالينا ستويلكوفسكا إلينا تيودورا كادار ألينا كوواكوفا تاليا نيلسون-جاتنبي        |
| 18 مارس | لو هافر، فرنسا طين (داخل الصالات) W15 قرعة الفردي والزوجي                       | أليس توبيلو 6–3، 1–6، 6–3                                        | تينتسوا سارة راكوتومانغا راجوناه             | إنولا كييزا كاميلا جينارو                  | كاجسا رينالدو بيرسون ميريل هودت مانييفا راكوتومالالا فيونا جانز                     |
| 18 مارس | لو هافر، فرنسا طين (داخل الصالات) W15 قرعة الفردي والزوجي                       | إلينا روكساندرا بيرتيا تينتسوا سارة راكوتومانغا راجوناه 7–5، 6–1 | بويانا مارينكوفيتش أنتونيا شميت              | إنولا كييزا كاميلا جينارو                  | كاجسا رينالدو بيرسون ميريل هودت مانييفا راكوتومالالا فيونا جانز                     |
| 18 مارس | هيراكليون، اليونان طين W15 قرعة الفردي والزوجي                                  | سافو ساكيلاريدي 6–3، 6–3                                         | صوفيا ميلاتوفا                               | بولينا ليكينا · نينا فارجوفا               | نيكولا بريشكوفا كارمن أندريا هيراء ماري فوجت ميكا بوخنيك                            |
| 18 مارس | هيراكليون، اليونان طين W15 قرعة الفردي والزوجي                                  | كاثارينا هوبجارسكي · بولينا ليكينا · 4–6، 6–1، [10–3]            | إيريني لافينو سافو ساكيلاريدي                | بولينا ليكينا · نينا فارجوفا               | نيكولا بريشكوفا كارمن أندريا هيراء ماري فوجت ميكا بوخنيك                            |
| 18 مارس | هينود، اليابان صلب W15 قرعة الفردي والزوجي                                      | ميجان ماناسي 6–3، 6–2                                            | آوي إيتو                                     | صوفيا كوستولاس كايو نيشييمورا              | كيم دا-بين موموكو كوبوري فيكتوريا مورفايوفا رينا سايغو                              |
| 18 مارس | هينود، اليابان صلب W15 قرعة الفردي والزوجي                                      | شيوري توميناغا هيكارو يوشيكاوا 6–3، 0–6، [10–7]                  | إيرينا هاياشي كاناكو موريساكي                | صوفيا كوستولاس كايو نيشييمورا              | كيم دا-بين موموكو كوبوري فيكتوريا مورفايوفا رينا سايغو                              |
| 18 مارس | ساباديل، إسبانيا طين W15 قرعة الفردي والزوجي                                    | كايتلين كفييدو 0–6، 4–6                                          | كايزا هينمان                                 | إيفا بريموارتش جويل ستوير                  | دانييلا فيسماني أنستازيا إياماتشكيني مارتينا جينيس سالاس لوسيا كورتيس لوركا         |
| 18 مارس | ساباديل، إسبانيا طين W15 قرعة الفردي والزوجي                                    | أوانا جيورجيتا سيميون جويل ستوير 6–2، 6–7(5–7)، [7–10]           | إيفون كافايي رايمرز كايزا هينمان             | إيفا بريموارتش جويل ستوير                  | دانييلا فيسماني أنستازيا إياماتشكيني مارتينا جينيس سالاس لوسيا كورتيس لوركا         |
| 18 مارس | المنستير، تونس صلبة W15 قرعة الفردي والزوجي                                     | رادكا زيلنيتشكوفا 7–5، 3–6، 2–6                                  | إفيالينا لاسكيفيتش                           | مينج تشو يوهانا سيلفا                      | أرليندا روشيتي لارا بفايفر أميليا واليغورا أليس سوليه                               |
| 18 مارس | المنستير، تونس صلبة W15 قرعة الفردي والزوجي                                     | إفيالينا لاسكيفيتش · رادكا زيلنيتشكوفا · 0–6، 1–6                | إلينا ميلوفانوفيتش إيزابيلا شنيكوفا          | مينج تشو يوهانا سيلفا                      | أرليندا روشيتي لارا بفايفر أميليا واليغورا أليس سوليه                               |
| 18 مارس | أنطاليا، تركيا طينية W15 قرعة الفردي والزوجي                                    | دنييسلافا غلوشكوفا 4–6، 4–6                                      | لونا فويوفيتش                                | أنستازيا زولوتاريفا · آنا سيسكوفا          | جوليا أفدييفا · دنيزا هندوفا · كاترينا بيريلجينا · ليندا شيفشيكوفا                  |
| 18 مارس | أنطاليا، تركيا طينية W15 قرعة الفردي والزوجي                                    | كاترينا أغوريفا · كاترينا أوفتشارينكو · 0–6، 5–7                 | دنييسلافا غلوشكوفا · أنستازيا غريتشكينا      | أنستازيا زولوتاريفا · آنا سيسكوفا          | جوليا أفدييفا · دنيزا هندوفا · كاترينا بيريلجينا · ليندا شيفشيكوفا                  |
| 25 مارس | Open de Seine-et-Marne كروسي-بوبورج، فرنسا صلبة (داخلية) W75 فردي – زوجي        | ليلي ميازاكي 6–4، 7–5                                            | منى بارثل                                    | مارغو روفروي أميرني بانكس                  | مانون ليونارد سيلين نيف أرينا روديونوفا أودري ألبي                                  |
| 25 مارس | Open de Seine-et-Marne كروسي-بوبورج، فرنسا صلبة (داخلية) W75 فردي – زوجي        | إستيل كاسينو أليكس إيالا 7–5، 7–6(7–4)                           | مايا لامسدن جيسيكا بونشيه                    | مارغو روفروي أميرني بانكس                  | مانون ليونارد سيلين نيف أرينا روديونوفا أودري ألبي                                  |
| 25 مارس | ساو باولو، البرازيل طينية W50 سحوبات الفردي والزوجي                             | ماريا كوزيريفا · 5–7، 6–0، 6–3                                   | ميرينا تونا                                  | كارولينا ألفيس · داريا لوديكوفا            | فيرنندا لابرانا · سيلينا جانيسيجيفيتش · جولييتا لارا إستابلي · يكاترينا ماكاروفا    |
| 25 مارس | ساو باولو، البرازيل طينية W50 سحوبات الفردي والزوجي                             | تم إيقاف منافسة الزوجي بسبب الظروف الجوية السيئة المستمرة        |                                              | كارولينا ألفيس · داريا لوديكوفا            | فيرنندا لابرانا · سيلينا جانيسيجيفيتش · جولييتا لارا إستابلي · يكاترينا ماكاروفا    |
| 25 مارس | Kōfu International Open كوفو (ياماناشي)، اليابان صلبة W50 سحوبات الفردي والزوجي | كاثرين هاريسون 6–7(8–10)، 6–1، 6–1                               | لي يا-هسوان                                  | مانانشايا ساوانجكايو لانلانا تارارودي      | ميغان ماناسي سارا سايتو ديستاني أيافا هاروكا كاجي                                   |
| 25 مارس | Kōfu International Open كوفو (ياماناشي)، اليابان صلبة W50 سحوبات الفردي والزوجي | إيرينا هاياشي ساكي إمامورا 6–3، 7–5                              | روتوجا بسالي أنكيتا راينا                    | مانانشايا ساوانجكايو لانلانا تارارودي      | ميغان ماناسي سارا سايتو ديستاني أيافا هاروكا كاجي                                   |
| 25 مارس | موسكا سوبوتا، سلوفينيا صلبة (داخلية) W50 سحوبات الفردي والزوجي                  | ڤيكتوريا كوزموفا 6–0، 6–3                                        | ڤاليريا سافينيخ                              | نيجينا أبدوريموفا دومينيكا سالكوفا         | نيكولا بارتونكوفا لارا شميت باربورا باليكوفا كاتي دان                               |
| 25 مارس | موسكا سوبوتا، سلوفينيا صلبة (داخلية) W50 سحوبات الفردي والزوجي                  | فرانسيسكا خورخي آنا روجرز 6–4، 5–7، [10–8]                       | نيجينا أبدوريموفا جيسيكا ماليتشكوفا          | نيجينا أبدوريموفا دومينيكا سالكوفا         | نيكولا بارتونكوفا لارا شميت باربورا باليكوفا كاتي دان                               |
| 25 مارس | سانتا مارغريتا دي بولا، إيطاليا ترابية W35 قرعة الفردي والزوجي                  | ليوني كونغ 6–4، 6–4                                              | سافو ساكيلا ريدي                             | مارتينا كولمنيا آنه شيفر                   | أنجيليكا راجي كلارا فلاسيلير أناستازيا أبانياتو أليس راميه                          |
| 25 مارس | سانتا مارغريتا دي بولا، إيطاليا ترابية W35 قرعة الفردي والزوجي                  | سافو ساكيلا ريدي أورورا زنيديش]] 6–4، 6–2                        | لوسي هافليتشكوفا لولا راديفويفيتش            | مارتينا كولمنيا آنه شيفر                   | أنجيليكا راجي كلارا فلاسيلير أناستازيا أبانياتو أليس راميه                          |
| 25 مارس | تاراسا، إسبانيا ترابية W35 قرعة الفردي والزوجي                                  | لويس بواسون 6–0، 7–6(8–6)                                        | هانا فانداو وينكل                            | ناهيا بيركوتشيا ديسبينا باباميتشايل        | دانييلا فيسماني إيرين بورييو إسكوريهويل كايسا هنيمان جولي ستروبوفا                  |
| 25 مارس | تاراسا، إسبانيا ترابية W35 قرعة الفردي والزوجي                                  | نيكا راديشيك أنيتا هوساريتش 7–5، 7–6(9–7)                        | إيفون كافاليو ريميرز فاساني شيندي            | ناهيا بيركوتشيا ديسبينا باباميتشايل        | دانييلا فيسماني إيرين بورييو إسكوريهويل كايسا هنيمان جولي ستروبوفا                  |
| 25 مارس | شرم الشيخ، مصر صلبة W15 قرعة الفردي والزوجي                                     | ريناتا يامريتشوفا 2–6، 6–3، 6–3                                  | إلينا تيودورا كادار                          | إيوانا زفونارو ألينا كوفاتشكوفا            | كارولا بيجينارو فيرونيكا إيوالد سالما دروغوفا جولي بيلجرافير                        |
| 25 مارس | شرم الشيخ، مصر صلبة W15 قرعة الفردي والزوجي                                     | سالما دروغوفا داريا كوتشير 6–4، 6–3                              | فيرونيكا إيوالد أديتيا كاروناراتني           | إيوانا زفونارو ألينا كوفاتشكوفا            | كارولا بيجينارو فيرونيكا إيوالد سالما دروغوفا جولي بيلجرافير                        |
| 25 مارس | المنستير، تونس صلبة W15 قرعة الفردي والزوجي                                     | إيفيلاينا لاسكيفيتش · 6–1، 6–1                                   | إلينا ميلوفانوفيتش                           | نولي بوزو زانوتي أرليندا رشيتى             | يوهانا سيلفا جينا فيستل سيلينا دال أرابيلا كولر                                     |
| 25 مارس | المنستير، تونس صلبة W15 قرعة الفردي والزوجي                                     | سيلينا دال جينا فيستل 3–6، 6–4، [10–1]                           | ياسمين منصوري إلينا ميلوفانوفيتش             | نولي بوزو زانوتي أرليندا رشيتى             | يوهانا سيلفا جينا فيستل سيلينا دال أرابيلا كولر                                     |
| 25 مارس | أنطاليا، تركيا ترابية W15 قرعة الفردي والزوجي                                   | بياتريس ريتشي 6–4، 6–3                                           | كسينيا لاسكوتوفا                             | هيلينا بوشوالد كاميلا بارتونى              | داريا إيجوروفا · شانتايل سوفانت · كارولين راشدورف · لوكا أودفاردى                   |
| 25 مارس | أنطاليا، تركيا ترابية W15 قرعة الفردي والزوجي                                   | أناستاسيا جريشكينا · كسينيا لاسكوتوفا · 6–3، 6–1                 | إيكاترينا أوفشارينكو · كاترينا تسغوروفا      | هيلينا بوشوالد كاميلا بارتونى              | داريا إيجوروفا · شانتايل سوفانت · كارولين راشدورف · لوكا أودفاردى                   |

## الروابط الخارجية
- "10،600 لاعبة، 1135 حدثًا: جولة الاتحاد الدولي لكرة المضرب العالمية للسيدات لعام 2023 بالأرقام". الاتحاد الدولي لكرة المضرب. اطلع عليه بتاريخ 2024-01-02.
- "أجندة جولة الاتحاد الدولي لكرة المضرب العالمية للسيدات". الاتحاد الدولي لكرة المضرب. اطلع عليه بتاريخ 2024-01-02.
- الاتحاد الدولي لكرة المضرب